# Liste der Biografien/Moh
Liste der Biografien |
Portal Biografien |
Personensuche
# |
A |
B |
C |
D |
E |
F |
G |
H |
I |
J |
K |
L |
M |
N |
O |
P |
Q |
R |
S |
T |
U |
V |
W |
X |
Y |
Z |
?
 
Ma |
Mb |
Mc |
Md |
Me |
Mf |
Mg |
Mh |
Mi |
Mj |
Mk |
Ml |
Mm |
Mn |
Mo |
Mp |
Mq |
Mr |
Ms |
Mt |
Mu |
Mv |
Mw |
Mx |
My |
Mz
 
Moa |
Mob |
Moc |
Mod |
Moe |
Mof |
Mog |
Moh |
Moi |
Moj |
Mok |
Mol |
Mom |
Mon |
Moo |
Mop |
Moq |
Mor |
Mos |
Mot |
Mou |
Mov |
Mow |
Mox |
Moy |
Moz
Die Liste der Biografien führt alle Personen auf, die in der deutschsprachigen Wikipedia einen Artikel haben. Dieses ist eine Teilliste mit 664 Einträgen von Personen, deren Namen mit den Buchstaben „Moh“ beginnt.

## Moh
- Moh Keen Hoo (* 1986), malaysischer Snookerspieler
- Moh, Mike (* 1983), US-amerikanischer Schauspieler, Stuntman und KampfkünstlerMike Moh (* 1983)

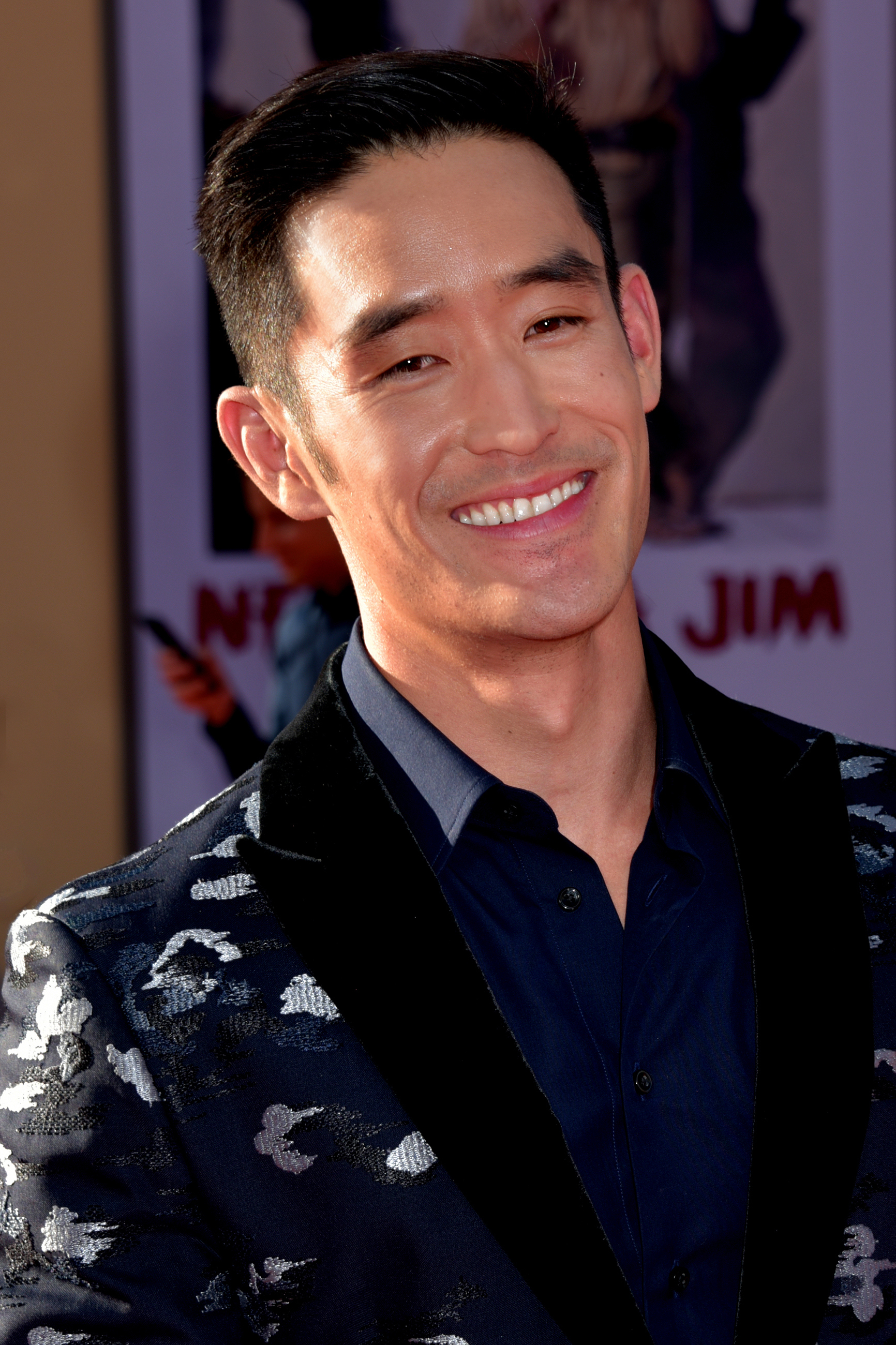
Mike Moh (* 1983)

- Moh, Tzuong-Tsieng (* 1940), chinesisch-US-amerikanischer Mathematiker
- Moh, Youn Sook (1910–1990), südkoreanische Lyrikerin und Abgeordnete der Gukhoe

### Moha
- Moha, Bob (1890–1959), US-amerikanischer Boxer im Halbschwergewicht
- Mohab, Marcel (* 1979), österreichischer Schauspieler, Kabarettist und Comedian
- Mohácsi, Ferenc (1929–2025), ungarischer Kanute
- Mohácsi, Viktória (* 1975), ungarische Politikerin, MdEP
- Mohadscherani, Ataollah (* 1954), iranischer Politiker
- Mohafez, Sudabeh (* 1963), deutsche Schriftstellerin
- Mohagen, Julie Flo (* 1996), norwegische Skirennläuferin
- Mohaghegh Damad, Mostafa (* 1945), iranischer islamischer Geistlicher, Jurist und Universitätsprofessor
- Mohagheghi, Hamideh (* 1954), iranische Juristin und islamische Theologin
- Mohagheghi, Mohammad (1910–1969), schiitischer Hodschatoleslam, Leiter und Direktor des Islamischen Zentrums Hamburg
- Mohaiemen, Naeem (* 1969), britischer Filmemacher, Fotograf und Installationskünstler
- Mohajer Shojaei, Ehsan (* 1983), iranischer Mittelstreckenläufer
- Mohalbi, Garafilia (1817–1830), griechische Sklavin und Emigrantin in die Vereinigten Staaten
- Mohalyi, Yolanda (1909–1978), brasilianische Malerin und Designerin
- Mohamad Adnan Robert (1917–2003), malaysischer Yang di-Pertua Negeri Sabah (zeremonielles Staatsoberhaupt von Sabah)
- Mohamad bin Hamzah (1918–1993), malaysischer Vexillograph und Architekt
- Mohamad Said Keruak (1926–1995), malaysischer Politiker, Ministerpräsident von Sabah, zeremonielles Staatsoberhaupt von Sabah
- Mohamad Zubir, Nur Aisyah (* 1997), malaysische Radrennfahrerin
- Mohamad, Abbas (* 1998), irakisch-schwedischer Fußballspieler
- Mohamad, Esmail (* 1960), afghanischer Boxer
- Mohamad, Ismail (* 1990), katarischer Fußballspieler
- Mohamad, Nazmizan (* 1981), malaysischer Sprinter
- Mohamad, Youssef (* 1980), libanesischer Fußballspieler
- Mohamad-Klotzbach, Christoph (* 1981), deutscher Politikwissenschaftler
- Mohamado, Faruzansana (* 2004), japanischer Fußballspieler
- Mohamed Ali, Amira (* 1980), deutsche Politikerin (BSW, Die Linke), MdBAmira Mohamed Ali (* 1980)

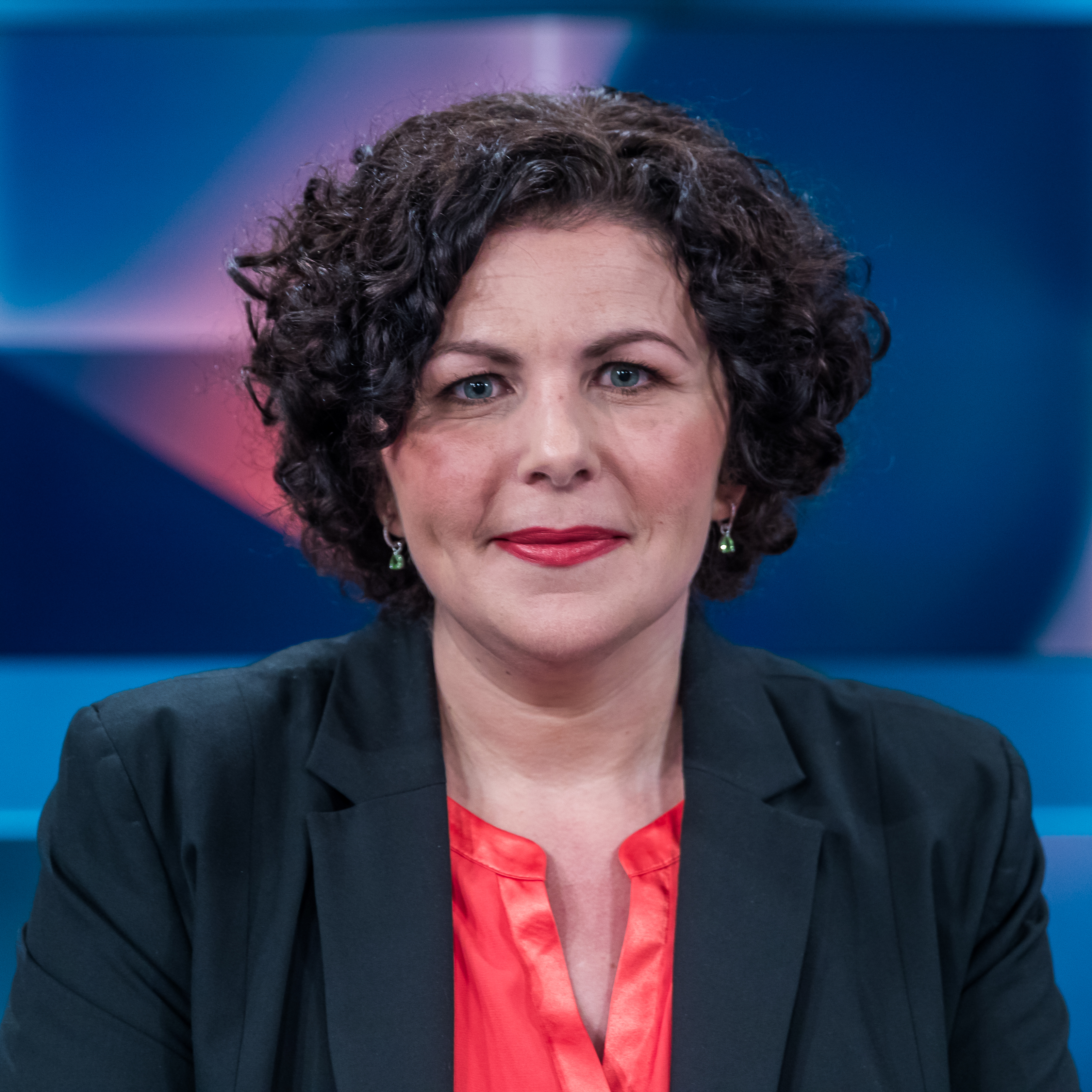
Amira Mohamed Ali (* 1980)

- Mohamed Cheikh Ould Mkhaitir (* 1985), mauretanischer Blogger und Aktivist
- Mohamed Dembil, Kadra (* 1997), dschibutische Leichtathletin
- Mohamed Fouad Mohamed, Shahd (* 2004), ägyptische Stabhochspringerin
- Mohamed Gherib, Inas (* 1988), ägyptische Weit- und Dreispringerin
- Mohamed Lemine Ould Guig (* 1959), mauretanischer Politiker und ehemaliger Premierminister
- Mohamed Noordin Sopiee (1944–2005), malaysischer Unternehmer
- Mohamed Obaid al-Saadi (* 1994), omanischer Sprinter
- Mohamed Ould Abdel Aziz (* 1956), mauretanischer PolitikerMohamed Ould Abdel Aziz (* 1956)

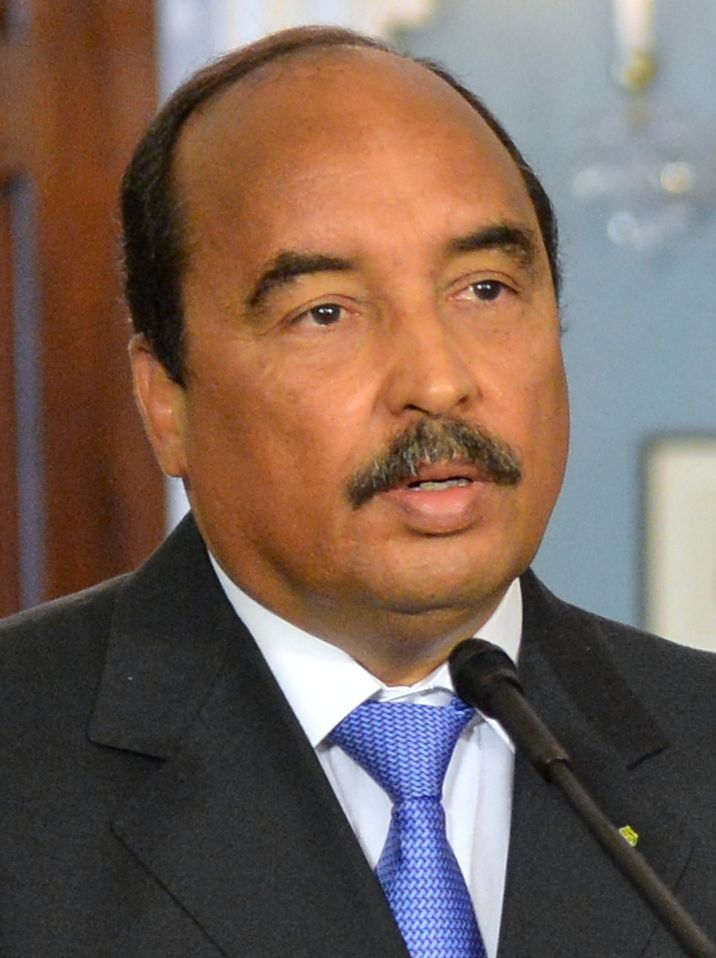
Mohamed Ould Abdel Aziz (* 1956)

- Mohamed Ould Boubacar, Sidi (* 1945), mauretanischer Politiker, Premierminister von Mauretanien
- Mohamed Salem Ould Béchir (* 1962), mauretanischer Politiker, Premierminister von Mauretanien
- Mohamed Shah Alam (1962–1990), bangladeschischer Leichtathlet
- Mohamed, Abdallah († 2000), komorischer Politiker
- Mohamed, Abdelaziz (* 2001), katarischer Sprinter
- Mohamed, Abdisamad (* 1985), schwedischer Counter-Strike-Spieler
- Mohamed, Abdoulkader Kamil (* 1951), dschibutischer Politiker
- Mohamed, Abtisam (* 1980), britische Politikerin
- Mohamed, Ahmed (* 1955), nigrischer Offizier und Politiker
- Mohamed, Aida (* 1976), ungarische Florettfechterin
- Mohamed, al-Harith Idriss al-Harith, sudanesischer Diplomat
- Mohamed, Amina (* 1961), kenianische Juristin, Politikerin, Außenministerin
- Mohamed, Antonio (* 1970), argentinischer FußballspielerAntonio Mohamed (* 1970)

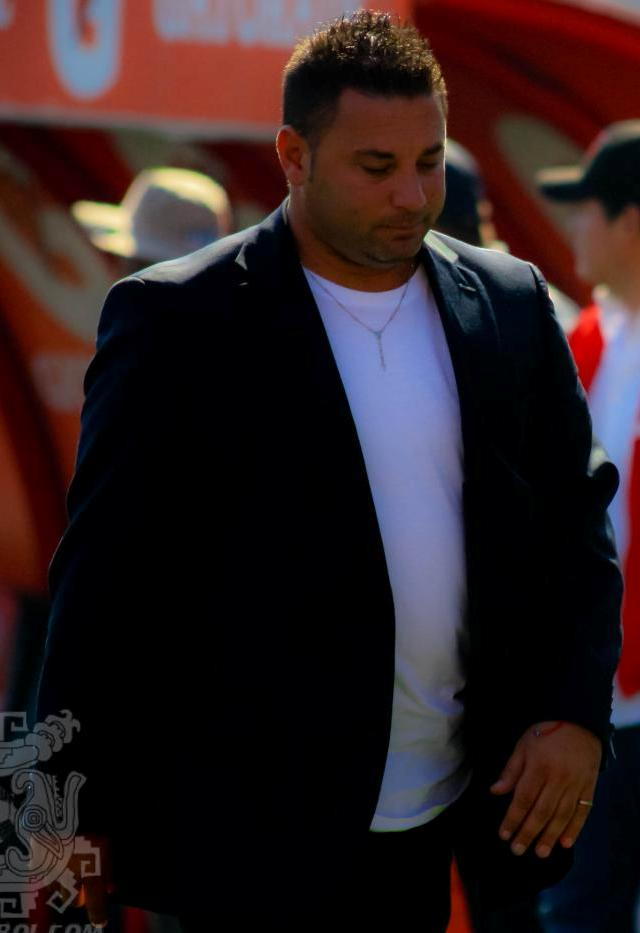
Antonio Mohamed (* 1970)

- Mohamed, Assunta Abdel Azim (* 1993), österreichische bildende Künstlerin
- Mohamed, Awmima (* 1985), sudanesische Sprinterin
- Mohamed, Conway (* 1981), simbabwischer Straßenradrennfahrer
- Mohamed, Dawiat (* 1979), komorische Politikerin
- Mohamed, Farida (* 2002), ägyptische Squashspielerin
- Mohamed, Ghofrane (* 1989), syrische Leichtathletin
- Mohamed, Habib (* 1983), ghanaischer Fußballspieler
- Mohamed, Habiba (* 1999), ägyptische Squashspielerin
- Mohamed, Iqbal, britischer Ingenieur und Politiker
- Mohamed, Mohamed Abdullahi (* 1962), somalischer Politiker, Premierminister der Übergangsregierung SomaliasMohamed Abdullahi Mohamed (* 1962)

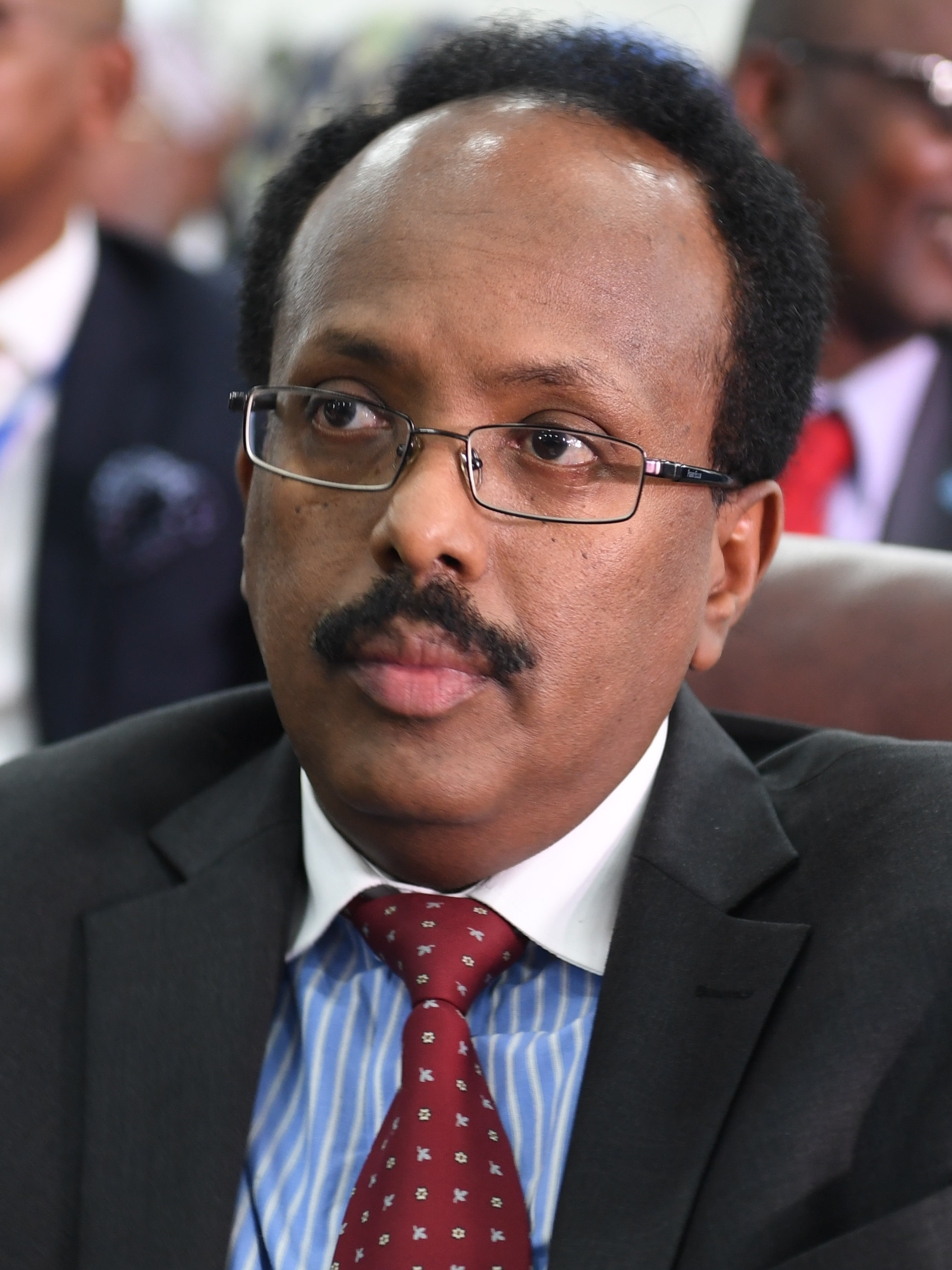
Mohamed Abdullahi Mohamed (* 1962)

- Mohamed, Mostafa (* 1997), ägyptischer Fußballspieler
- Mohamed, Mustafa (* 1979), schwedischer Leichtathlet, 3000-Meter-Hindernisläufer
- Mohamed, Nadifa (* 1981), somalisch-britische Schriftstellerin
- Mohamed, Naja (* 1996), ägyptische Badmintonspielerin
- Mohamed, Naseema (* 1940), First Lady der Malediven
- Mohamed, Nazlati (* 1997), komorische Schwimmerin
- Mohamed, Neama (* 1977), ägyptische Fußballschiedsrichterin
- Mohamed, Pops (* 1949), südafrikanischer Musiker und Produzent
- Mohamed, Raphaël (* 1998), französischer Hürdenläufer
- Mohamed, Said Ahmed (* 1947), tansanischer Autor, Afrikanist und Literaturwissenschaftler
- Mohamed, Saïd Ali (* 1946), Politiker in den Komoren
- Mohamed, Sayed (* 2000), ägyptischer Fußballspieler
- Mohamed, Shahd (* 2004), ägyptische Radrennfahrerin
- Mohamed, Sirine (* 2003), algerischer Kugelstoßer
- Mohamed, Sittou Raghadat (* 1952), komorische Politikerin
- Mohamed, Souad Kassim (* 1976), dschibutische Linguistin und Bühnenautorin
- Mohamed, Souley, burkinischer Militär, Politiker und Fußballfunktionär
- Mohamed-Aggad, Foued (1992–2015), französischer islamistischer Terrorist
- Mohamed-Ali, Belina (* 1990), deutsche Schauspielerin
- Mohamed-Lamin, Najla (* 1989), sahrauische Menschenrechtsaktivistin
- Mohamedi, Nasreen (1937–1990), indische Künstlerin
- Mohammad al-Kalaf (* 1981), jordanischer Fußballschiedsrichterassistent
- Mohammad Ali Khan, Schah von Persien aus der Dynastie der Zand-Prinzen
- Mohammad Chodābande (1532–1595), safawidischer Schah von Iran (1578–1587)
- Mohammad Farhad (1938–1987), Politiker in Ostpakistan/Bangladesch
- Mohammad Ishaq al-Fayyad (* 1930), irakischer schiitischer Geistlicher
- Mohammad Reza Beg († 1717), persischer Khan und Botschafter
- Mohammad Schah Kadschar (1810–1848), Schah von Persien
- Mohammad, Amir (1931–1997), afghanischer Sänger
- Mohammad, Bakhtawar Khan (1620–1685), persischer Historiker, Dichter, Beamter und später auch persönlicher Berater des Königs
- Mohammad, Isah (* 1987), nigerianischer Taekwondoin
- Mohammad, Khalil (* 1992), deutscher Fußballspieler
- Mohammad, Nazri, afghanischer Warlord und Politiker
- Mohammad, Sidi Fatima (* 1986), malaysische Sprinterin
- Mohammadi Ashtiani, Sakineh (* 1967), iranische Frau, zum Tod durch Steinigung verurteilt
- Mohammadi Reyschahri, Mohammad (1946–2022), iranischer Geheimdienstminister
- Mohammadi, Ali (* 1984), iranischer Ringer
- Mohammadi, Amir, iranischer Mathematiker
- Mohammadi, Elaheh (* 1987), iranische Journalistin
- Mohammadi, Gholamreza (* 1970), iranischer Ringer
- Mohammadi, Marouf (* 1991), afghanischer Fußballspieler
- Mohammadi, Mehrdad (* 1993), iranischer Fußballspieler
- Mohammadi, Milad (* 1993), iranischer Fußballspieler
- Mohammadi, Morad (* 1980), iranischer Ringer
- Mohammadi, Narges (* 1972), iranische Menschenrechtsaktivistin
- Mohammadi, Saleh (* 1973), afghanisch-pakistanischer Snookerspieler
- Mohammadi, Valiollah (* 1962), iranischer Diplomat
- Mohammadian, Askari (* 1963), iranischer Ringer
- Mohammadkhani, Nasser (* 1957), iranischer Fußballspieler
- Mohammadpour, Saeid (* 1993), iranischer Gewichtheber
- Mohammadu Maccido (1926–2006), nigerianischer Sultan von Sokoto
- Mohammadzadeh, Navid (* 1986), iranischer Schauspieler
- Mohammadzadeh, Zahra (* 1956), iranisch-deutsche Politikerin (Bündnis 90/Die Grünen), MdBB
- Mohammar, Kajsa (* 1990), schwedische Schauspielerin
- Mohammed († 632), Begründer der Islamischen Religion
- Mohammed Abdullah Hassan (1856–1920), somalischer Dichter, Sufi-Scheich und Aufstandsführer
- Mohammed Abed Al Jabri (1935–2010), marokkanischer Philosoph und Literaturwissenschaftler
- Mohammed Afzal Khan (1811–1867), Emir von Afghanistan
- Mohammed al-Baschir (* 1983), syrischer PolitikerMohammed al-Baschir (* 1983)

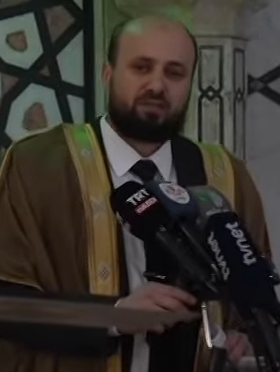
Mohammed al-Baschir (* 1983)

- Mohammed al-Dschadan (* 1963), saudi-arabischer Politiker, Finanzminister von Saudi-Arabien
- Mohammed Ali Schah (1872–1925), persischer Herrscher; Schah von Persien (1907–1909)
- Mohammed ben Ali R'bati (1861–1939), marokkanischer Maler
- Mohammed ben Hamad al-Hadschri (* 1968), katarischer Diplomat, Botschafter Katars im Iran
- Mohammed bin Abdul Rahman Al Saud, saudi-arabischer Prinz und Politiker
- Mohammed bin Abdulaziz, saudi-arabischer Politiker und Mitglied der Saudi-Dynastie
- Mohammed bin Abdulaziz Al Saud (1910–1988), saudischer Kronprinz und Gouverneur
- Mohammed bin Fahd Al Saud (1950–2025), saudi-arabischer Politiker und Unternehmer
- Mohammed bin Nasser Al Saud (* 1945), saudi-arabischer Prinz und Politiker
- Mohammed bin Salman (* 1985), saudi-arabischer Adeliger, Verteidigungsminister von Saudi-ArabienMohammed bin Salman (* 1985)

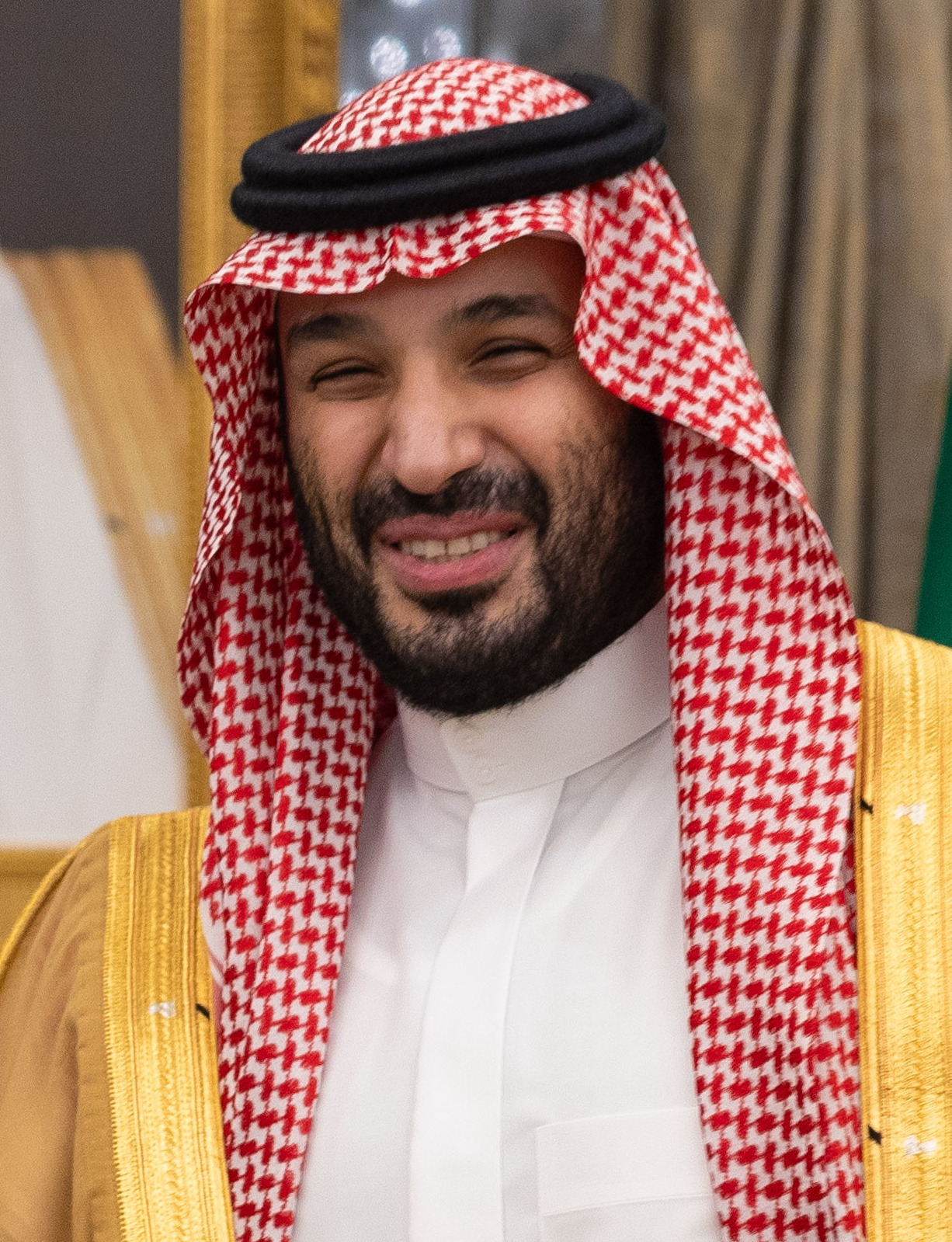
Mohammed bin Salman (* 1985)

- Mohammed ech-Cheikh († 1557), Scheich; erster Sultan der Saadier in Marokko (1544–1557)
- Mohammed El-Mokhtar Ould Bah (1924–2023), mauretanischer Islamwissenschaftler
- Mohammed I. († 1156), Seldschuken-Herrscher von Kerman
- Mohammed ibn Dschuzayy (1321–1357), arabisch-andalusischer Gelehrter
- Mohammed ibn Naif (* 1959), saudi-arabischer Politiker
- Mohammed Kazim Tabatabai Yazdi († 1919), schiitischer Großajatollah
- Mohammed Pascha Rewanduz (1783–1838), kurdischer Fürst und Pascha
- Mohammed Schah IV., dritte Herrscher aus der Sayyid-Dynastie über das Sultanat von Delhi
- Mohammed V. (1909–1961), marokkanischer Adeliger, Sultan und König von Marokko (1927–1961)
- Mohammed VI. (* 1963), marokkanischer Sultan, König von MarokkoMohammed VI. (* 1963)

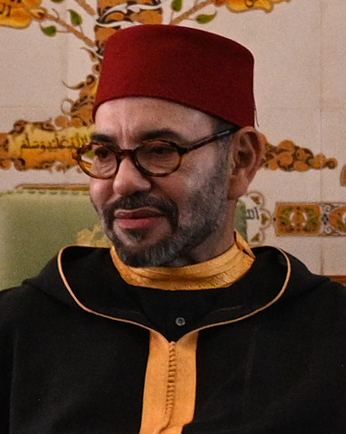
Mohammed VI. (* 1963)

- Mohammed Yakub Khan (1849–1923), Emir von Afghanistan
- Mohammed, Abdul Kadiri (* 1996), ghanaischer Fußballspieler
- Mohammed, Abdulaziz Ladan (* 1991), saudischer Mittelstreckenläufer
- Mohammed, Abdullah Abkar (* 1997), saudischer Sprinter
- Mohammed, Ajam Boujarari (* 1961), marokkanischer Fußballtrainer
- Mohammed, Ali (* 1954), ägyptischer Al-Qaida-Terrorist
- Mohammed, Ali Mahdi (1939–2021), somalischer Politiker und Warlord
- Mohammed, Amina J. (* 1961), nigerianische Politikerin (All Progressives Congress)
- Mohammed, Anisa (* 1988), Cricketspielerin der West Indies aus Trinidad und Tobago
- Mohammed, Baher, ägyptischer Journalist
- Mohammed, Bassem Hassan (* 1987), katarischer Springreiter
- Mohammed, Bibi Titi (1926–2000), tansanische Bürgerrechtlerin und Politikerin
- Mohammed, Bilal (* 1986), katarischer Fußballspieler
- Mohammed, Chalid Scheich, pakistanischer TerroristChalid Scheich Mohammed

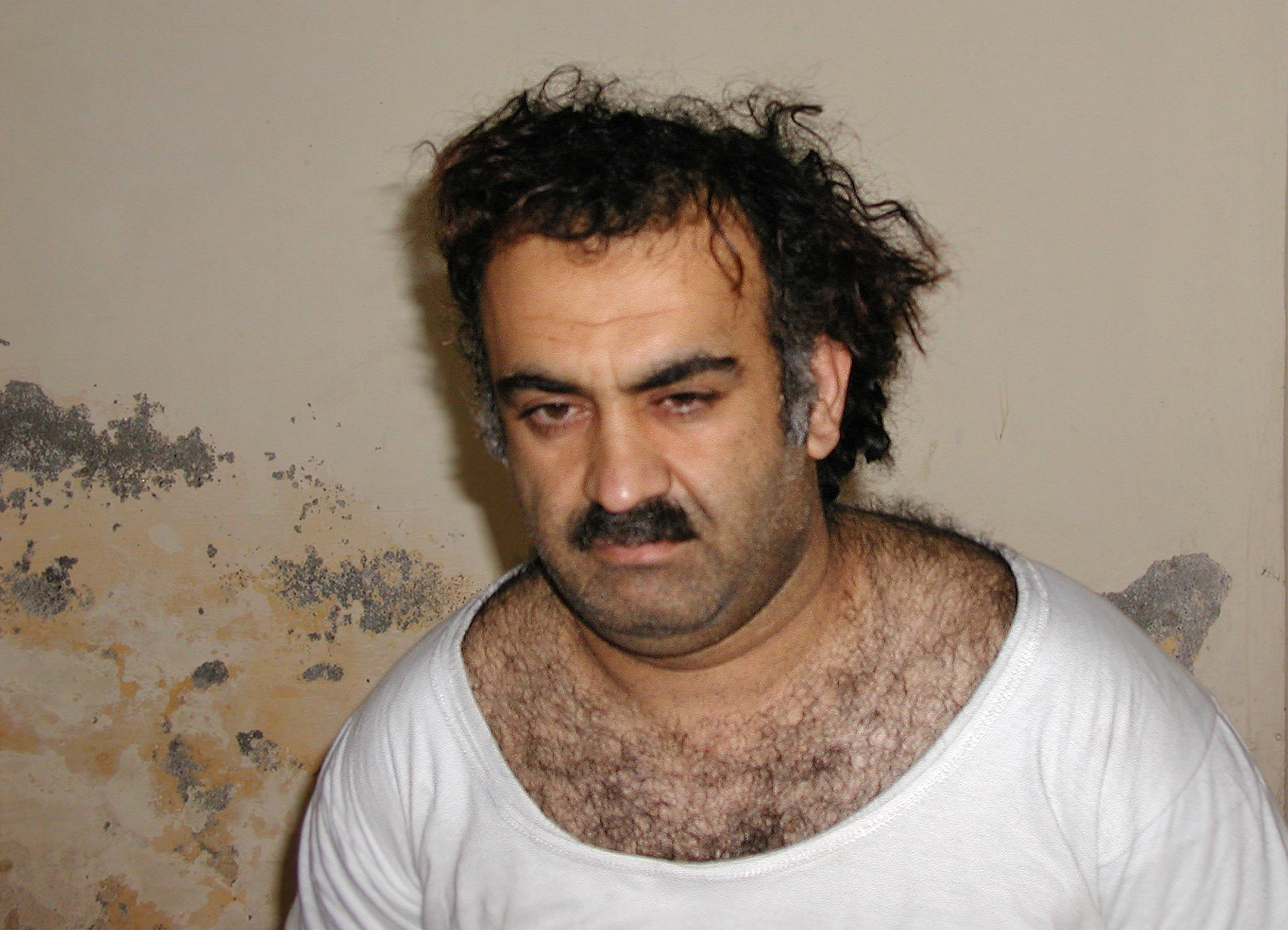
Chalid Scheich Mohammed

- Mohammed, Emad (* 1982), irakischer Fußballspieler
- Mohammed, Fallah (* 1987), kuwaitischer Squashspieler
- Mohammed, Fati (* 1979), ghanaische Fußballspielerin
- Mohammed, Feiz, australischer wahhabitischer Prediger
- Mohammed, Gul (1957–1997), indischer Mann, galt (von 1990 bis 2011) als kleinster Mensch
- Mohammed, Halgurd Mulla (* 1988), irakischer Fußballspieler
- Mohammed, Hawar Mulla (* 1981), irakischer Fußballspieler kurdischer Abstammung
- Mohammed, Hibah (* 2001), saudi-arabische Sprinterin
- Mohammed, Hind (* 1981), saudi-arabische Schauspielerin
- Mohammed, Jamal (* 1983), libyscher Fußballspieler
- Mohammed, Khalid (* 1997), englischer Fußballspieler
- Mohammed, Mariam, nigerianische Diplomatin
- Mohammed, Merima (* 1992), äthiopische Marathonläuferin
- Mohammed, Mohammed Abdullah Hassan (* 1978), emiratischer Fußballschiedsrichter
- Mohammed, Mukhtar (* 1990), britisch-somalischer Mittelstreckenläufer
- Mohammed, Muntadher (* 2001), irakischer Fußballspieler
- Mohammed, Murtala (1938–1976), nigerianischer Politiker, Staatspräsident Nigerias (1975–1976)Murtala Mohammed (1938–1976)

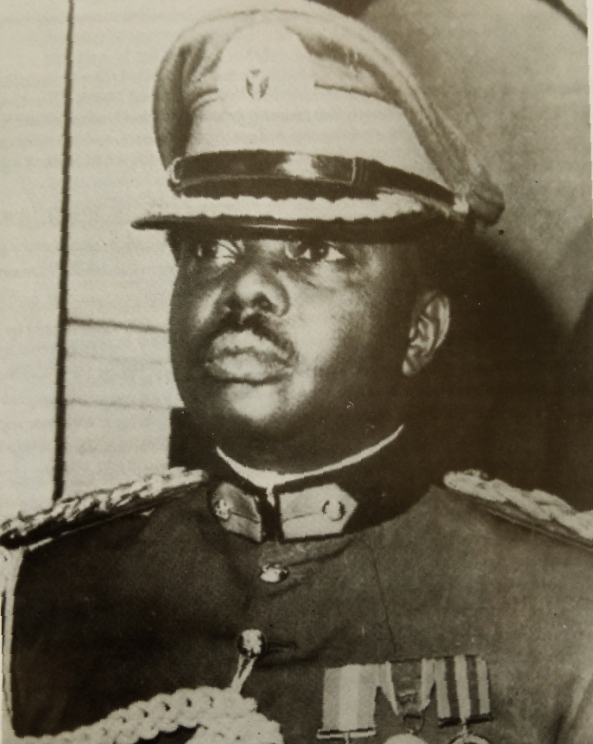
Murtala Mohammed (1938–1976)

- Mohammed, Nazr (* 1977), US-amerikanischer Basketballspieler
- Mohammed, Qazi (1900–1947), iranisch-kurdischer Politiker; Präsident der Republik Mahabad
- Mohammed, Rafer (* 1955), Sprinter aus Trinidad und Tobago
- Mohammed, Reda Mahmoud Hafez (1952–2013), ägyptischer Militär
- Mohammed, Shaffaq (* 1972), britischer Politiker, MdEP
- Mohammed, Tajul Aman, malaysischer Polizist und Diplomat
- Mohammed, W. D. (1933–2008), US-amerikanischer muslimischer Führer, Theologe, Philosoph, Wiederbeleber des Islam und afroamerikanischer Denker
- Mohammed, Waad (* 1999), saudische Kinderdarstellerin
- Mohammed, Yanar (* 1960), irakisch-kanadische Frauenrechts- und Menschenrechtsaktivistin
- Mohammed, Zainab (* 2002), bahrainische Sprinterin
- Mohamud, Hassan Sheikh (* 1955), somalischer Staatspräsident
- Mohan Shamsher Jang Bahadur Rana (1885–1967), Premierminister von Nepal
- Mohan, Devinder, indischer Badmintonspieler
- Mohan, Dinesh (1945–2021), indischer Bioingenieur und Hochschullehrer
- Mohan, Dominic (* 1969), britischer Journalist, Chefredakteur der Boulevardzeitung The Sun
- Mohan, Neal (* 1973), indisch-US-amerikanischer ManagerNeal Mohan (* 1973)

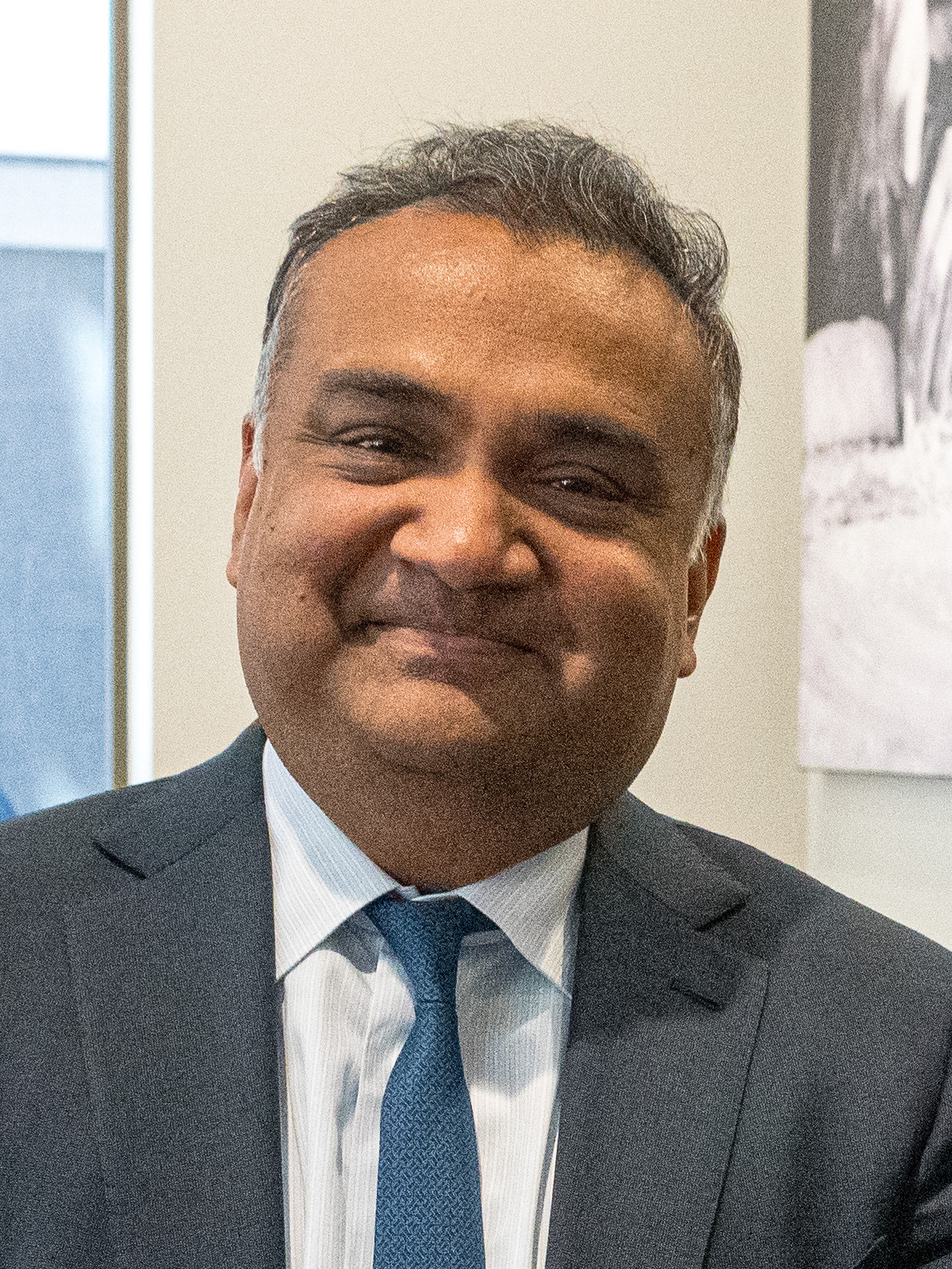
Neal Mohan (* 1973)

- Mohan, Priya (* 2003), indische Sprinterin
- Mohan, Swati (* 1983), US-amerikanische Raumfahrtingenieurin
- Mohan, Uma (* 1966), indische Sängerin
- Mohanan, K. R. (1947–2017), indischer Filmregisseur des Malayalam-Films
- Mohanty, Sanghamitra (1953–2021), indische Informatikerin und Hochschullehrerin
- Mohanty, Susmita (* 1971), indische Unternehmerin und Raumschiffingenieurin
- Mohapatra, Nirad (1947–2015), indischer Dokumentarfilmer, Filmregisseur und Filmtheoretiker
- Mohapatra, Rabindra (* 1944), indischer Physiker
- Mohapatra, Sona (* 1978), indische Sängerin, Komponistin, Texterin und Musikproduzentin
- Mohapi, Ntobo (* 1984), lesothischer Fußballspieler
- Mohapp, Michael (1958–2015), österreichischer Schauspieler und Kabarettist
- Mohaqiq, Hadschi Mohammed (* 1955), afghanischer Politiker
- Mohar Volkow, Santiago (* 1989), Regisseur, Drehbuchautor und Produzent
- Mohar, Bojan (* 1956), slowenischer Mathematiker
- Moharitsch, Vanessa (* 2002), österreichische Skispringerin
- Moharrak, Raha (* 1986), saudi-arabische Bergsteigerin
- Moharrami, Sadegh (* 1996), iranischer Fußballspieler
- Mohasses, Bahman (1932–2010), iranischer Maler, Bildhauer und Übersetzer
- Mohato Seeiso, ’Masenate (* 1976), lesothische Königin’Masenate Mohato Seeiso (* 1976)

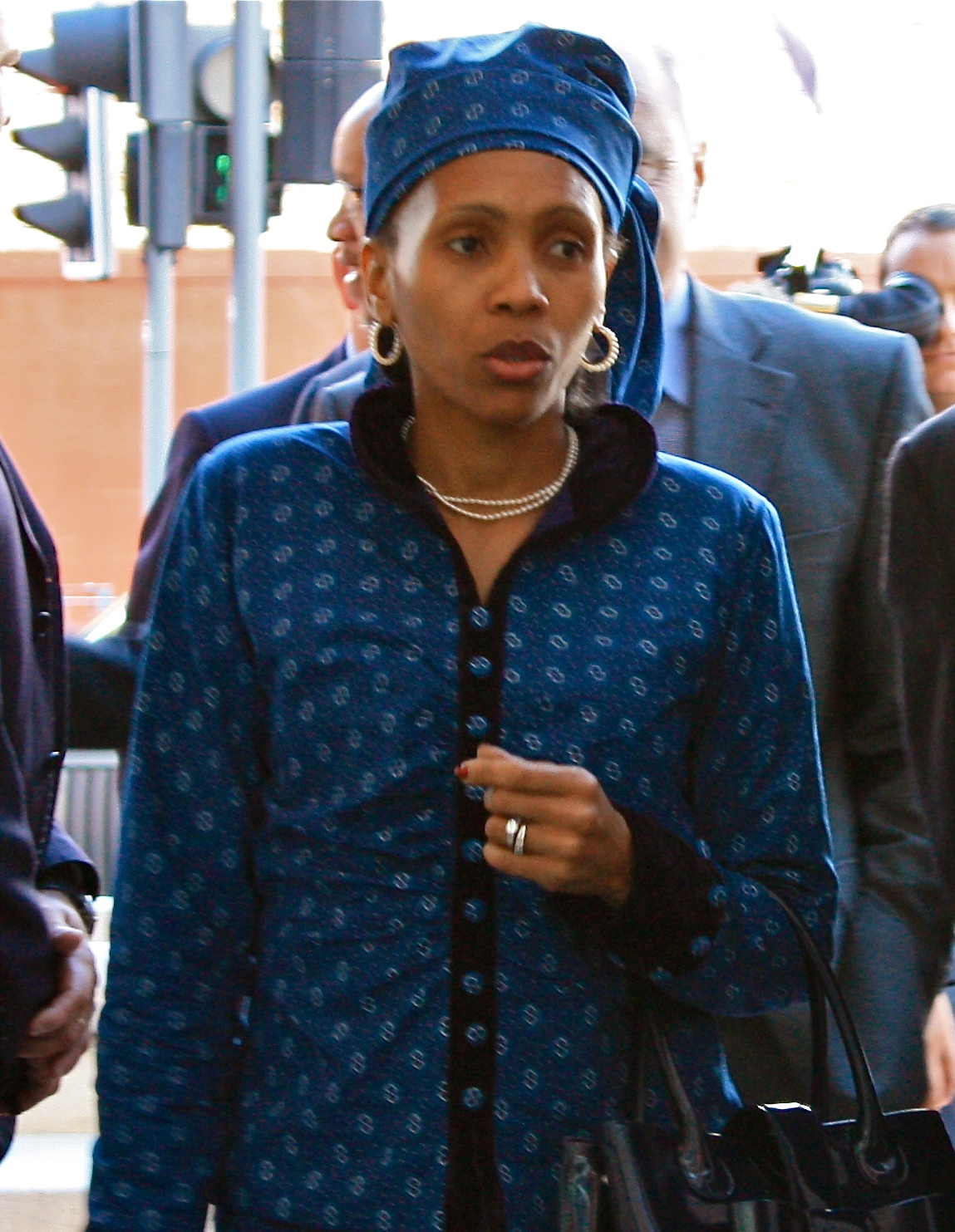
’Masenate Mohato Seeiso (* 1976)

- Mohaupt, Franz (1854–1916), böhmischer Komponist, Lehrer und Autor
- Mohaupt, Heinrich (1915–2001), schweizamerikanischer Erfinder
- Mohaupt, Lutz (* 1942), deutscher lutherischer Theologe und Politiker (CDU), MdHB
- Mohaupt, Richard (1904–1957), deutscher Komponist
- Mohaupt, Tino (* 1983), deutscher Sportschütze
- Mohay, András (1978–2014), ungarischer Jazz-Schlagzeuger

### Mohd
- Mohd Asri, Nurul Izzah Izzati (* 2003), malaysische Radsportlerin
- Mohd Hamdan (1922–1977), Yang di-Pertua Negeri Sabah (zeremonielles Staatsoberhaupt von Sabah)
- Mohd Khalid, Noraseela (* 1979), malaysische Hürdenläuferin
- Mohd Khir Johari (1923–2006), malaysischer Politiker
- Mohd Salleh, Romaizah (* 1966), bruneiische Politikerin
- Mohd Zahit, Mohd Sayuti (* 1984), malaysischer Bahn- und Straßenradrennfahrer
- Mohd Zonis, Muhammad Fadhil (* 1997), malaysischer Bahnradsportler

### Mohe
- Mohe, Carsten (* 1972), deutscher Rallyefahrer
- Mohebbi, Maryam (* 2000), iranische Sprinterin
- Mohebi, Mohammad (* 1998), iranischer Fußballspieler
- Moher, John (1909–1985), irischer Politiker (Fianna Fáil)
- Moher, Mike (* 1962), kanadischer Eishockeyspieler und -trainer
- Moherndl, Dieter (* 1968), deutscher Snowboarder

### Mohi
- Mohiden, Avan (* 1986), österreichischer Fußballspieler
- Mohieddin, Fuad (1926–1984), ägyptischer Premierminister
- Mohieddin, Zakaria (1918–2012), ägyptischer Offizier und Politiker
- Mohieldin, Mahmoud (* 1965), ägyptischer Politiker
- Mohilever, Samuel (1824–1898), polnischer Rabbiner, Mitbegründer des religiösen Zionismus
- Mohiljow, Anatolij (* 1955), ukrainischer Politiker, Innenminister der Ukraine
- Mohindra, Anjli (* 1990), britische SchauspielerinAnjli Mohindra (* 1990)

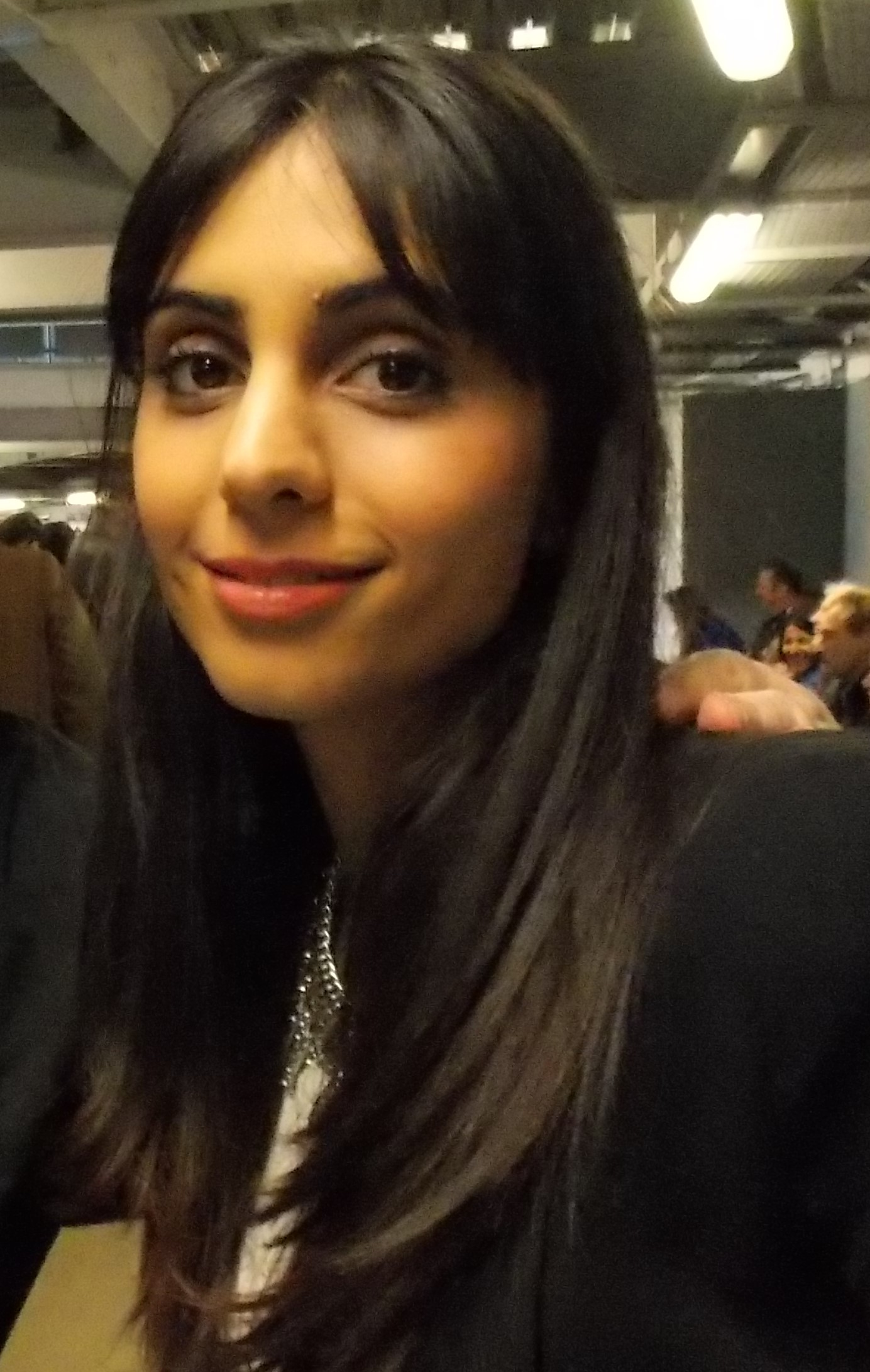
Anjli Mohindra (* 1990)

- Mohinga, Fidèle (* 1964), zentralafrikanischer Boxer
- Mohit, Madjid (* 1961), iranisch-deutscher Autor, Übersetzer und Verleger
- Mohitizadeh, Fatemeh (* 2003), iranische Siebenkämpferin
- Mohiuddin, Asif, Blogger, Säkularist

### Mohl
- Möhl, Arnold von (1867–1944), deutscher General der Infanterie
- Mohl, Benjamin Ferdinand von (1766–1845), württembergischer Jurist und Politiker
- Mohl, Ernst Theodor (1928–2021), deutscher Wirtschafts- und Sozialwissenschaftler
- Mohl, Ernst von (1849–1929), deutscher Altphilologe und Hochschullehrer
- Mohl, Erwin von (1839–1895), preußischer Generalmajor und Kommandeur der 14. Artilleriebrigade
- Möhl, Friedrich Karl (1875–1957), deutscher Journalist
- Mohl, Hans (1928–1998), deutscher FernsehmoderatorHans Mohl (1928–1998)

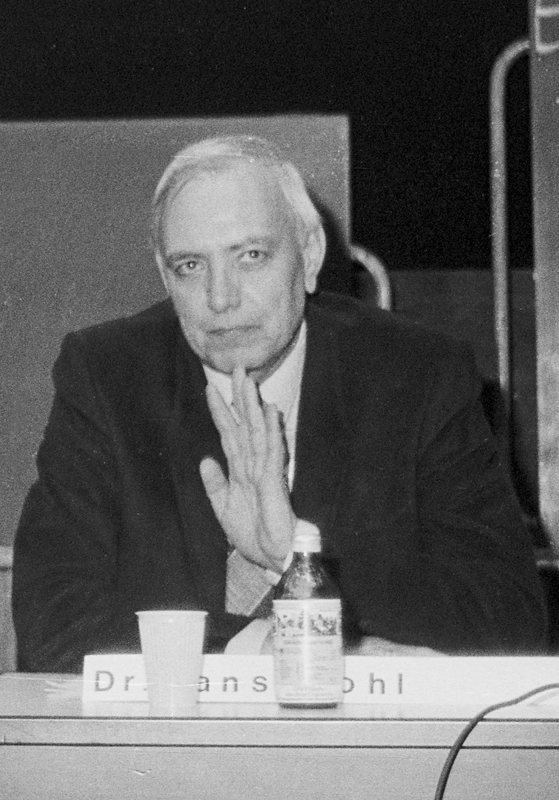
Hans Mohl (1928–1998)

- Mohl, Heinz (1931–2023), deutscher Architekt
- Möhl, Hugo (1893–1974), deutscher Kunstmaler
- Mohl, Hugo von (1805–1872), deutscher Botaniker
- Möhl, Jakob (1846–1916), bayerischer Hofgärtner, später Hofgartendirektor und Gartengestalter
- Mohl, Julius (1800–1876), deutscher Orientalist
- Mohl, Lukas (* 2000), deutscher Jazzmusiker (Piano, Komposition)
- Mohl, Mary Elizabeth (1793–1883), britische Schriftstellerin und Salonnière
- Mohl, Moritz (1802–1888), deutscher Nationalökonom und Wirtschaftspolitiker, MdR
- Mohl, Nils (* 1971), deutscher Schriftsteller
- Mohl, Ottmar von (1846–1922), deutscher Diplomat und Regierungsberater in Japan
- Mohl, Robert von (1799–1875), deutscher Staatswissenschaftler und Politiker (NLP), MdR
- Mohl, Rudolf von (1803–1892), deutscher Jurist
- Möhl, Valentin (1772–1844), badischer Politiker
- Mohl, Waldemar von (1885–1966), deutscher Jurist und Landrat
- Möhl, Werner (1927–2013), deutscher Politiker (SPD)
- Mohl, Werner (* 1950), österreichischer Herzchirurg und Hochschullehrer
- Mohlalisi, Bernard (1933–2020), lesothischer Ordensgeistlicher, römisch-katholischer Erzbischof von Maseru
- Möhlau, Richard (1857–1940), deutscher Chemiker und Hochschullehrer
- Mohlberg, Leo Cunibert (1878–1963), deutscher Liturgiewissenschaftler und Bibliothekar
- Möhle, Heinrich (1888–1962), deutscher Sozialdemokrat und Kommunalpolitiker, Verfolgter des NS-Regimes
- Möhle, Klaus (* 1952), deutscher Politiker (SPD), MdBB
- Möhle, Matthias (* 1959), deutscher Politiker (SPD), MdL
- Möhle, Sascha (* 1972), deutscher American-Football-Spieler
- Möhle, Willi (* 1950), deutscher Handballspieler und -trainer
- Möhlen, Albert von der († 1480), Hauptmann, Ratsherr und Bürgermeister der Hansestadt Lüneburg
- Möhlen, Alexander († 1930), deutscher Unternehmer und Fotograf in Hannover und Hildesheim
- Möhlen, Heinrich von der († 1371), Ratsherr, Ritter und Bürgermeister der Hansestadt Lüneburg
- Möhlenbruch, Alfred (1912–1973), deutscher Mediziner
- Möhlenbruch, Dirk (* 1953), deutscher Ökonom, Professor für Betriebswirtschaftslehre
- Möhlenkamp, Friederike (* 1992), deutsche Leichtathletin
- Mohler, Armin (1920–2003), Schweizer Publizist, Schriftsteller und Journalist
- Mohler, Blake (* 1995), US-amerikanische Volleyballspielerin
- Möhler, Eva (* 1965), deutsche Fachärztin für Kinder- und Jugendpsychiatrie und Psychotherapi
- Möhler, Fritz (1896–1978), deutscher Goldschmied und Professor
- Möhler, Hanns (* 1940), deutscher Biochemiker und Pharmakologe
- Mohler, Hans (1919–2021), Schweizer Lehrer und Schriftsteller
- Mohler, Irene (* 1939), deutsche Bühnen- und Fernsehschauspielerin
- Möhler, Johann Adam (1796–1838), deutscher römisch-katholischer TheologeJohann Adam Möhler (1796–1838)

Johann Adam Möhler (1796–1838)

- Möhler, Karl Petrus (1897–1968), Prämonstratenser und im Jahr 1944 Abt des Stiftes Tepl in Westböhmen
- Mohler, Ludwig Arnold (1883–1943), deutscher Kirchenhistoriker
- Mohler, Nicola (* 1987), Schweizer Tischtennisspieler
- Möhler, Paul (1852–1929), deutscher Politiker (Zentrum) und Oberbürgermeister von Gmünd
- Mohler, Philipp (1908–1982), deutscher Komponist
- Möhler, Wilhelm (1912–1981), deutscher römisch-katholischer Ordensgeistlicher und Generalrektor der Pallottiner
- Möhlich, Gabriel († 1657), deutscher Musiker und Komponist
- Möhlig, Wilhelm (1934–2023), deutscher Jurist und Afrikanist
- Mohlin, Elin (* 1991), schwedische Skilangläuferin
- Mohlin, Stellan (1925–2018), schwedischer Badmintonspieler und -funktionär
- Möhlmann, Benno (* 1954), deutscher Fußballspieler und -trainerBenno Möhlmann (* 1954)

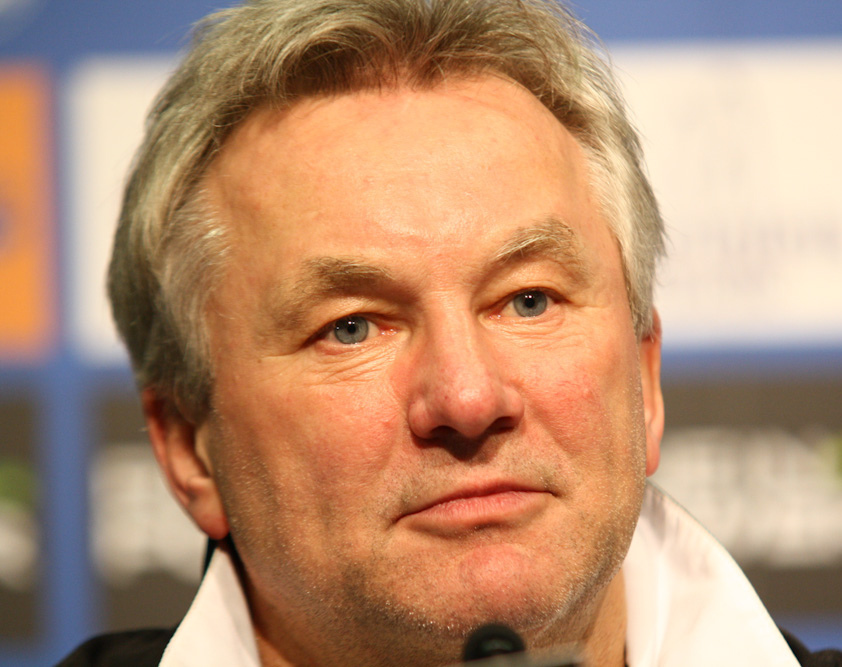
Benno Möhlmann (* 1954)

- Möhlmann, Frederike von (1964–1981), deutsche Schülerin
- Möhlmann, Friedrich (1904–1977), deutscher Luftfahrtingenieur
- Möhlmann, Gerrit (* 1950), niederländischer Radrennfahrer
- Möhlmann, Günther (1910–1984), deutscher Archivar und Historiker
- Möhlmann, Heinrich (1925–2008), deutscher Jurist und Holzliebhaber
- Möhlmann, Peter (* 1982), niederländischer Radrennfahrer
- Möhlmann, Walter (1912–1977), deutscher Politiker (CDU), MdL
- Möhlmeyer, Georg (1911–1976), deutscher SS-Obersturmführer
- Mohloli, Mohala (* 1961), lesothischer Leichtathlet
- Mohlomi († 1816), Oberhaupt einer Bakoena-Gruppe und Ratgeber
- Mohlosi, Kabelo (* 1993), südafrikanischer Sprinter

### Mohm
- Mohmand, Asia Luna (* 1999), Schauspielerin und Synchronsprecherin
- Möhmel, Victor, deutscher Jazzmusiker (Piano, Komposition)

### Mohn
- Mohn, Andreas (* 1968), deutscher Sachbuchautor und Stiftungsgründer
- Mohn, Brigitte (* 1964), deutsche UnternehmerinBrigitte Mohn (* 1964)

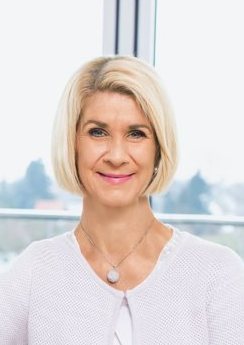
Brigitte Mohn (* 1964)

- Mohn, Christian (1926–2019), norwegischer Skispringer und Skisportfunktionär
- Mohn, Christoph (* 1965), deutscher Unternehmer
- Möhn, Dieter (1936–2025), deutscher Germanist
- Möhn, Edwin (1928–2008), deutscher Entomologe
- Mohn, Ellef (1894–1974), norwegischer Fußballspieler
- Mohn, Friedrich (1762–1845), deutscher evangelischer Pfarrer und Autor
- Mohn, Gottlob Samuel (1789–1825), deutscher Maler
- Mohn, Heinrich (1885–1955), deutscher Verleger
- Mohn, Heinrich (1904–2003), deutscher Ingenieur, Erfinder und Philanthrop
- Möhn, Heinz Josef (* 1964), deutscher Jurist und Autor
- Mohn, Henrik (1835–1916), norwegischer Meteorologe und Ozeanograf
- Mohn, Hermann (1896–1958), deutscher Mundartdichter und Heimatforscher
- Mohn, Jarl (* 1951), US-amerikanischer Journalist und Medienunternehmer
- Mohn, Johann Heinrich August (1800–1872), deutscher Geodät, Ingenieur, Baubeamter und Eisenbahn-Manager
- Möhn, Johannes (1850–1894), Landtagsabgeordneter Großherzogtum Hessen
- Mohn, Johannes (1856–1930), deutscher Verleger
- Mohn, Johannes (* 1949), deutscher Verleger und Unternehmer
- Mohn, Josef (1866–1931), deutscher Flaschnermeister und Erfinder
- Mohn, Kira, deutsche Schriftstellerin
- Mohn, Liz (* 1941), deutsche Unternehmerin und StifterinLiz Mohn (* 1941)

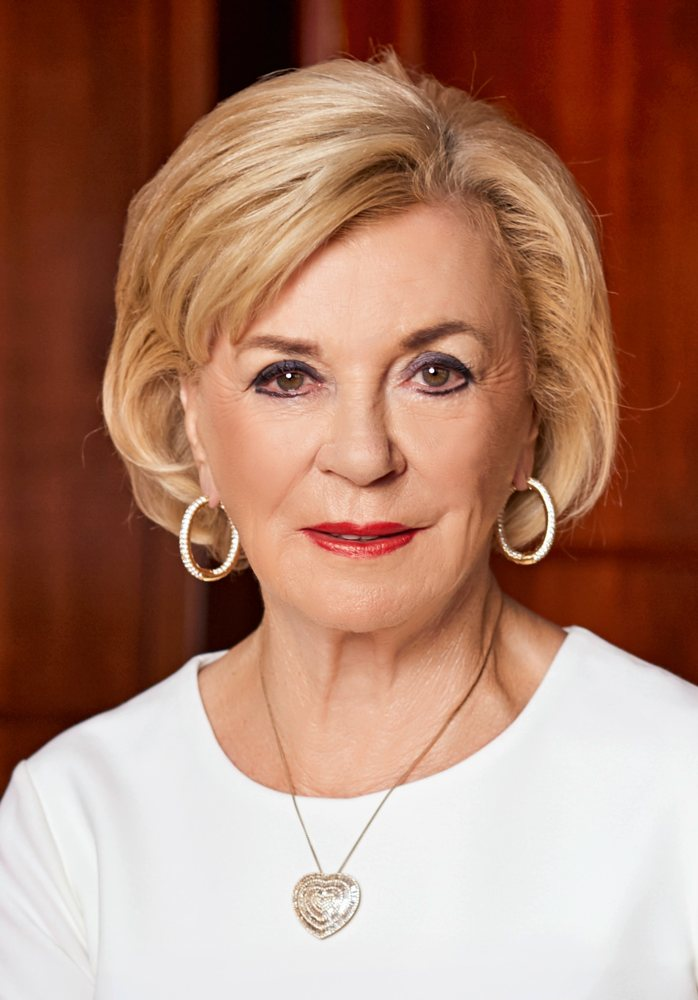
Liz Mohn (* 1941)

- Mohn, Lothar (* 1954), deutscher Kirchenmusiker
- Mohn, Reinhard (1921–2009), deutscher Unternehmer und Stifter
- Mohn, Samuel (1762–1815), deutscher Glasmaler und Emailleur
- Mohn, Sigbert (1918–2002), deutscher Verleger
- Mohn, Tirill (* 1975), norwegische Komponistin, Sängerin und Geigerin
- Mohn, Viktor Paul (1842–1911), deutscher Maler und Illustrator
- Mohné, Achim (* 1964), deutscher Künstler
- Mohneke, Elfriede (1922–1994), deutsche Hausfrau, Aufseherin im KZ Ravensbrück
- Mohnen, Heinrich (1855–1943), preußischer Baubeamter
- Mohnen, Heinz (1914–2005), deutscher Jurist und Oberstadtdirektor von Köln
- Mohnen, Marina (* 1978), deutsche Rollstuhl-Basketballspielerin
- Mohnen, Volker (1937–2022), deutscher Atmosphärenforscher und Hochschullehrer
- Möhner, Carl (1921–2005), österreichischer Schauspieler und Maler
- Mohney, Todd (* 1978), US-amerikanischer Musiker und Gitarrist
- Mohnhaupt, Brigitte (* 1949), deutsche Terroristin der Rote Armee Fraktion
- Mohnhaupt, Heinz (* 1935), deutscher Rechtshistoriker
- Mohnike, Gerhard (1918–1966), deutscher Mediziner
- Mohnike, Gottlieb (1781–1841), deutscher Übersetzer, Theologe und Philologe
- Mohnike, Otto Gottlieb (1814–1887), deutscher Arzt und Naturforscher
- Mohnike, Thomas (* 1974), deutscher Skandinavist und Hochschullehrer
- Mohnike, Wolfgang (* 1949), deutscher Internist und Nuklearmediziner
- Mohnke, Vanessa (* 1980), deutsche Politikerin (SPD), MdHB
- Mohnke, Wilhelm (1911–2001), deutscher SS-Brigadeführer und Generalmajor der Waffen-SSWilhelm Mohnke (1911–2001)

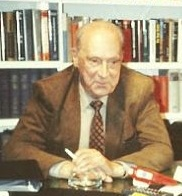
Wilhelm Mohnke (1911–2001)

- Mohnl, Josef (1945–1991), österreichischer Politiker (SPÖ), Landtagsabgeordneter und Landesrat in Niederösterreich, Mitglied des Bundesrates
- Mohnnau, Ralph Günther (* 1937), deutscher Autor
- Mohns, Arthur (1896–1960), deutscher Fußballspieler
- Mohns, Doug (1933–2014), kanadischer Eishockeyspieler
- Mohns, Karl (1887–1939), deutscher Pilot
- Mohns, Michael (* 1955), deutscher Bildhauer

### Moho
- Moho, Anton, deutscher Filmproduzent
- Mohoanyane, Henry (* 1963), lesothischer Leichtathlet
- Mohohlo, Linah (1952–2021), botswanische Bankerin und Verwaltungsbeamtin
- Mohohlo, Thoboki (* 1990), südafrikanischer Squashspieler
- Moholo, Louis (1940–2025), südafrikanischer Jazzmusiker
- Moholy, Lucia (1894–1989), tschechische Fotografin
- Moholy-Nagy, László (1895–1946), ungarisch-US-amerikanischer Maler und FotografLászló Moholy-Nagy (1895–1946)

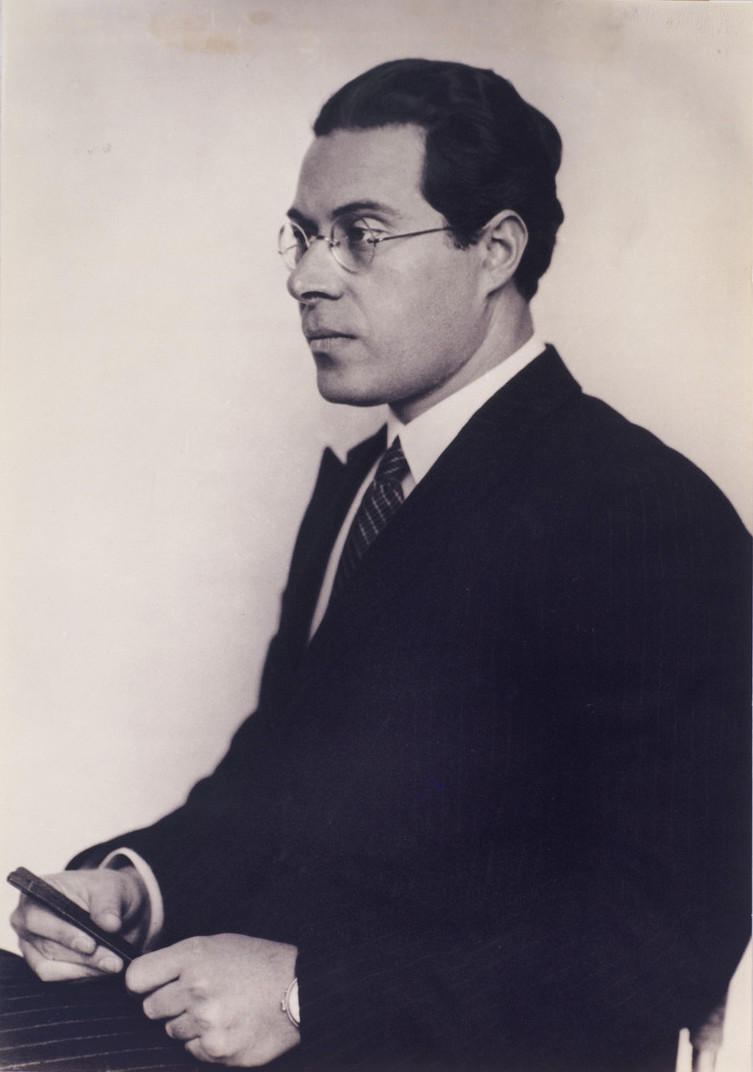
László Moholy-Nagy (1895–1946)

- Moholy-Nagy, Sibyl (1903–1971), deutschamerikanische Dramaturgin, Schauspielerin, Architektur- und Kunsthistorikerin und Hochschullehrerin
- Mohombi (* 1986), schwedisch-kongolesischer Popsänger
- Mohor, Constantino (1934–2018), chilenischer Fußballspieler
- Mohorič, Matej (* 1994), slowenischer Radrennfahrer
- Mohorič, Matejka (* 1978), slowenische Biathletin
- Mohorita, Vasil (* 1952), tschechischer Politiker, Mitglied des Abgeordnetenhauses
- Mohorović, Orlando (1950–2018), kroatischer Künstler
- Mohorovičić, Andrija (1857–1936), kroatischer Geophysiker
- Mohos, Gábor (* 1973), ungarischer Geistlicher und römisch-katholischer Weihbischof in Esztergom
- Mohoss, Janos (1936–2020), Schweizer Fechter
- Mohota, Nisha (* 1980), indische Schachspielerin

### Mohr
- Mohr von Leun, Johann († 1519), Nassau-Dillenburger Politiker, kurmainzischer Politiker und Hofrichter
- Mohr von Wald, Lothar Friedrich (1659–1713), deutscher Adeliger und Domherr
- Mohr von Zernez, Joseph (1577–1635), Bischof von Chur
- Mohr, Adrian (* 1974), deutscher Politiker (CDU), MdL
- Mohr, Albert (1929–2005), deutscher Skilangläufer
- Mohr, Albert Richard (1911–1992), deutscher Musik- und Theaterwissenschaftler
- Mohr, Alexander (1892–1974), deutscher Maler
- Mohr, Alfred (* 1913), österreichischer Radrennfahrer
- Mohr, Andrea (* 1963), deutsche Schriftstellerin
- Mohr, Anja (* 1968), deutsche Fachbuchautorin
- Mohr, Anna (* 1911), deutsche Diplomingenieurin und Richterin am Bundespatentgericht
- Mohr, Arno (1910–2001), deutscher Maler und Grafiker
- Mohr, Bärbel (1964–2010), deutsche Autorin
- Mohr, Bertha (1851–1906), österreichisch-deutsche Lehrerin, Schauspielerin und Schriftstellerin
- Mohr, Burkhard (* 1955), deutscher Organist und Komponist moderner Klassik
- Mohr, Burkhard (* 1959), deutscher politischer Karikaturist
- Mohr, Carl (1798–1859), deutscher Hofschauspieler und Übersetzer in St. Petersburg
- Mohr, Carl (1878–1958), deutscher Architekt
- Mohr, Carl Friedrich Gottfried (1803–1888), Bremer Senator und Bürgermeister
- Mohr, Carline (* 1984), deutsche Journalistin, Autorin und Social-Media-Expertin
- Mohr, Charles Theodore (1824–1901), deutschamerikanischer Botaniker und Apotheker
- Mohr, Christian (1823–1888), deutscher Bildhauer, Restaurator und Kunstschriftsteller
- Mohr, Christian (* 1973), deutscher Badmintonspieler
- Mohr, Christian (* 1980), deutscher American-Football-Spieler
- Mohr, Christian Otto (1835–1918), deutscher Ingenieur und StatikerChristian Otto Mohr (1835–1918)

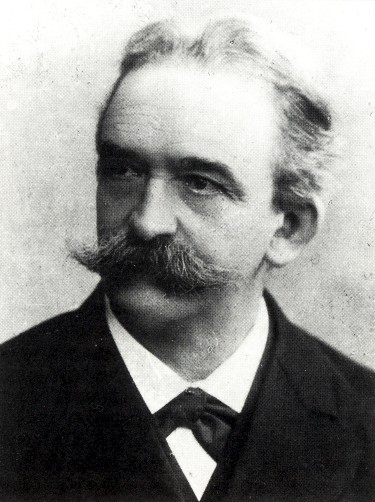
Christian Otto Mohr (1835–1918)

- Mohr, Christoph (* 1973), deutscher Fotograf und Autor
- Mohr, Claudia (* 1982), Schweizer Aerosolchemikerin und Hochschullehrerin
- Mohr, Daniel (* 1976), deutscher Künstler
- Mohr, Daniel Matthias Heinrich (1780–1808), deutscher Botaniker und Zoologe
- Mohr, Detlev (* 1954), deutscher Wasserretter
- Mohr, Dirk Gunther (* 1981), niederländischer Schauspieler, Drehbuchautor und Filmproduzent
- Mohr, Dolf († 1851), deutscher Fuhrmann und Räuber aus dem Gebiet südlich um Dortmund
- Mohr, Eduard (1808–1892), deutscher Kaufmann und Schriftsteller
- Mohr, Eduard (1828–1876), deutscher Afrikaforscher
- Mohr, Eduard (1902–1984), deutscher Regattasegler
- Mohr, Egon (1924–1980), deutscher Schauspieler bei Bühne, Film und Fernsehen
- Mohr, Elsa Johanna (* 1990), deutsche Weltmusiksängerin und Songwriterin
- Mohr, Erna (1894–1968), deutsche Zoologin, Kustos des Zoologischen Staatsinstituts und Museums Hamburg, Lehrerin
- Mohr, Ernst, deutscher Ingenieur, Hochschullehrer und Raketenbauer
- Mohr, Ernst (1873–1926), deutscher Chemiker
- Mohr, Ernst (1877–1916), deutscher Kunstturner
- Mohr, Ernst (1895–1974), deutscher evangelisch-lutherischer Pfarrer, Propst und Mitglied der Bekennende Kirche
- Mohr, Ernst (* 1955), deutscher Wirtschaftswissenschaftler
- Mohr, Ernst Max (1910–1989), deutscher Mathematiker
- Mohr, Ernst-Günther (1904–1991), deutscher Diplomat
- Mohr, Erwin (* 1947), österreichischer Politiker, Autor und Vortragender
- Mohr, Felix J. (* 1996), deutscher Dramatiker und Theaterregisseur
- Mohr, Florian (* 1984), deutscher Fußballspieler
- Mohr, Florian (* 1998), österreichischer Handballspieler
- Mohr, Franz (1877–1943), deutscher Maler und Schriftsteller
- Mohr, Franz (1927–2022), deutscher Autor und Klaviertechniker
- Mohr, Friedrich Wilhelm (* 1951), deutscher Arzt und Wissenschaftler
- Mohr, Fritz (1919–1992), deutscher Schauspieler
- Mohr, Fritz (1924–2008), deutscher Politiker (CDU), MdL
- Mohr, Georg (1640–1697), dänischer Mathematiker
- Mohr, Georg (1902–1971), deutscher Aufnahmeleiter und Produktionsleiter beim Kinofilm
- Mohr, Georg (* 1956), deutscher Philosoph und Hochschullehrer
- Mohr, Georg (* 1965), slowenischer Schachspieler und -trainer
- Mohr, Gerald (1914–1968), US-amerikanischer Radiosprecher und Filmschauspieler
- Mohr, Gerhard (1901–1979), deutscher Komponist und Arrangeur
- Mohr, Günter (* 1950), deutscher Karateka und Kampfsporttrainer
- Mohr, Günther (* 1956), deutscher Sachbuchautor und systemischer Transaktionsanalytiker
- Mohr, Gustav (1839–1909), deutscher Chemiker und Gaswerksdirektor
- Mohr, Hal (1894–1974), US-amerikanischer Kameramann
- Mohr, Hannes (1882–1967), österreichischer Geologe und Mineraloge
- Mohr, Hans (1930–2016), deutscher Biologe und Autor
- Mohr, Hans-Jürgen (* 1938), deutscher Jurist, Arbeitsdirektor und Vorstandsmitglied der Bayer AG
- Mohr, Harry (1951–2014), deutscher Bildender Künstler, Maler, Grafiker, Plastiker und Mitglied des Potsdamer Kunstvereins
- Mohr, Heidi (1967–2019), deutsche Fußballspielerin
- Mohr, Heinrich (1874–1951), deutscher katholischer Geistlicher und Schriftsteller
- Mohr, Heinrich (1938–2017), deutscher Literaturwissenschaftler
- Mohr, Herbert (* 1988), deutscher Physiotherapeut und Politiker (AfD)
- Mohr, Herta (1914–1945), österreichische Ägyptologin
- Mohr, Horst (* 1920), deutscher NDPD-Funktionär
- Mohr, Hubert (1914–2011), deutscher Pallottiner und Historiker
- Mohr, Hugo Lous (1889–1970), norwegischer Maler des Expressionismus
- Mohr, Jay (* 1970), US-amerikanischer Schauspieler und KomikerJay Mohr (* 1970)

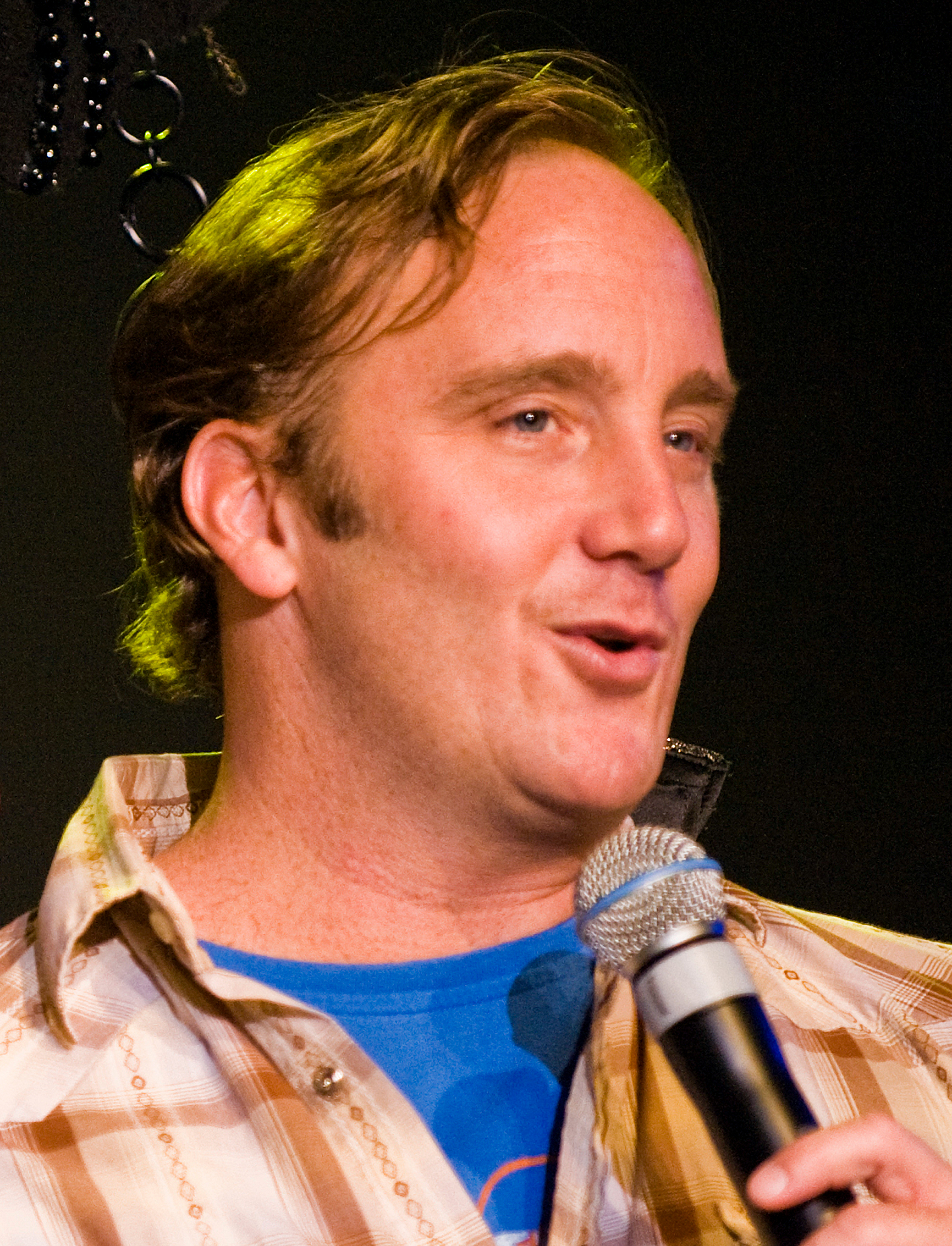
Jay Mohr (* 1970)

- Mohr, Jean (1925–2018), Schweizer Fotograf
- Mohr, Jenna (* 1987), deutsche Skispringerin
- Mohr, Jochen (* 1969), deutscher Rechtswissenschaftler
- Mohr, Johan Maurits (1716–1775), deutsch-niederländischer Astronom
- Mohr, Johann (1916–1943), deutscher Offizier, zuletzt Korvettenkapitän
- Mohr, Johann Adam (1896–1982), deutscher Politiker (NSDAP), MdR
- Mohr, Johann Friedrich von (1765–1847), österreichischer General der Kavallerie
- Mohr, Johann Georg (1656–1726), österreichischer Bildhauer des Barock
- Mohr, Johann Georg (1864–1943), deutscher Landschaftsmaler
- Mohr, Johann Melchior (1762–1846), katholischer Geistlicher und Politiker der Helvetik
- Mohr, Johann Paul (1808–1843), deutsch-dänischer Landschaftsmaler
- Mohr, Jonas (* 1984), deutscher DJ und Musikproduzent
- Mohr, Josef (1872–1947), deutscher Jurist und Politiker
- Mohr, Joseph (1792–1848), österreichischer Priester, Dichter
- Mohr, Joseph Hermann (1834–1892), deutscher Kirchenliedkomponist und Texter
- Mohr, Jürgen (* 1958), deutscher Fußballspieler
- Mohr, Karl (1769–1842), deutscher Pfarrer und Landtagsabgeordneter Großherzogtum Hessen
- Mohr, Karl (1820–1885), deutscher Landwirt und Politiker (NLP), MdR
- Mohr, Karl (1849–1931), preußischer Land- und Geheimer Regierungsrat
- Mohr, Karl (1902–1981), deutscher Verwaltungsjurist
- Mohr, Karl Friedrich (1806–1879), deutscher Naturwissenschaftler und Pharmazeut
- Mohr, Karl-Heinz (* 1928), deutscher Fußballspieler
- Mohr, Kaspar (1575–1625), deutscher Prämonstratenserchorherr und Erfinder
- Mohr, Klaus (* 1947), deutscher Boulespieler
- Mohr, Klaus (1953–2022), deutscher Pharmakologe, Hochschullehrer in Bonn
- Mohr, Klaus (* 1965), deutscher Politiker (SPD), MdL
- Mohr, Konrad (1921–2010), deutscher Pädagoge, Hochschullehrer und Politiker (CDU), MdL
- Mohr, Kurt (1886–1973), deutscher Maler und Kunstlehrer
- Mohr, Kurt (1926–2017), deutscher Geologe
- Mohr, Lambert (1930–2009), deutscher Politiker (CDU), MdL
- Mohr, Leo (1874–1918), deutscher Internist
- Mohr, Lina Rabea (* 1985), deutsche Schauspielerin und Synchronsprecherin
- Mohr, Ludwig (1833–1900), hessischer Heimatdichter
- Mohr, Lutz (* 1944), deutscher Historiker
- Mohr, Malte (* 1986), deutscher Stabhochspringer
- Mohr, Manfred (* 1938), deutscher Computerkünstler
- Mohr, Manfred (* 1961), deutscher Chemiker, Lyriker, Coach, Trainer und Autor
- Mohr, Margit (* 1949), deutsche Politikerin (SPD), MdL
- Mohr, Maria (* 1974), deutsche Filmemacherin und Hochschullehrerin
- Mohr, Marie (* 1850), deutsche Schriftstellerin und Übersetzerin
- Mohr, Martin (1788–1865), Mitglied der Frankfurter Nationalversammlung und Präsident des hessischen Landtages
- Mohr, Max (1884–1966), deutscher General der Flieger, Leiter der geheimen Fliegerschule Lipezk (1929–1932)
- Mohr, Max (1891–1937), deutscher Arzt, Dramatiker und Erzähler
- Mohr, Maximilian von (1588–1659), tirolerischer Politiker und Diplomat
- Mohr, Michael (* 1952), deutscher Künstler
- Mohr, Milton E. (1915–2000), US-amerikanischer Erfinder und Manager
- Mohr, Moritz (* 1981), deutscher FilmregisseurMoritz Mohr (* 1981)

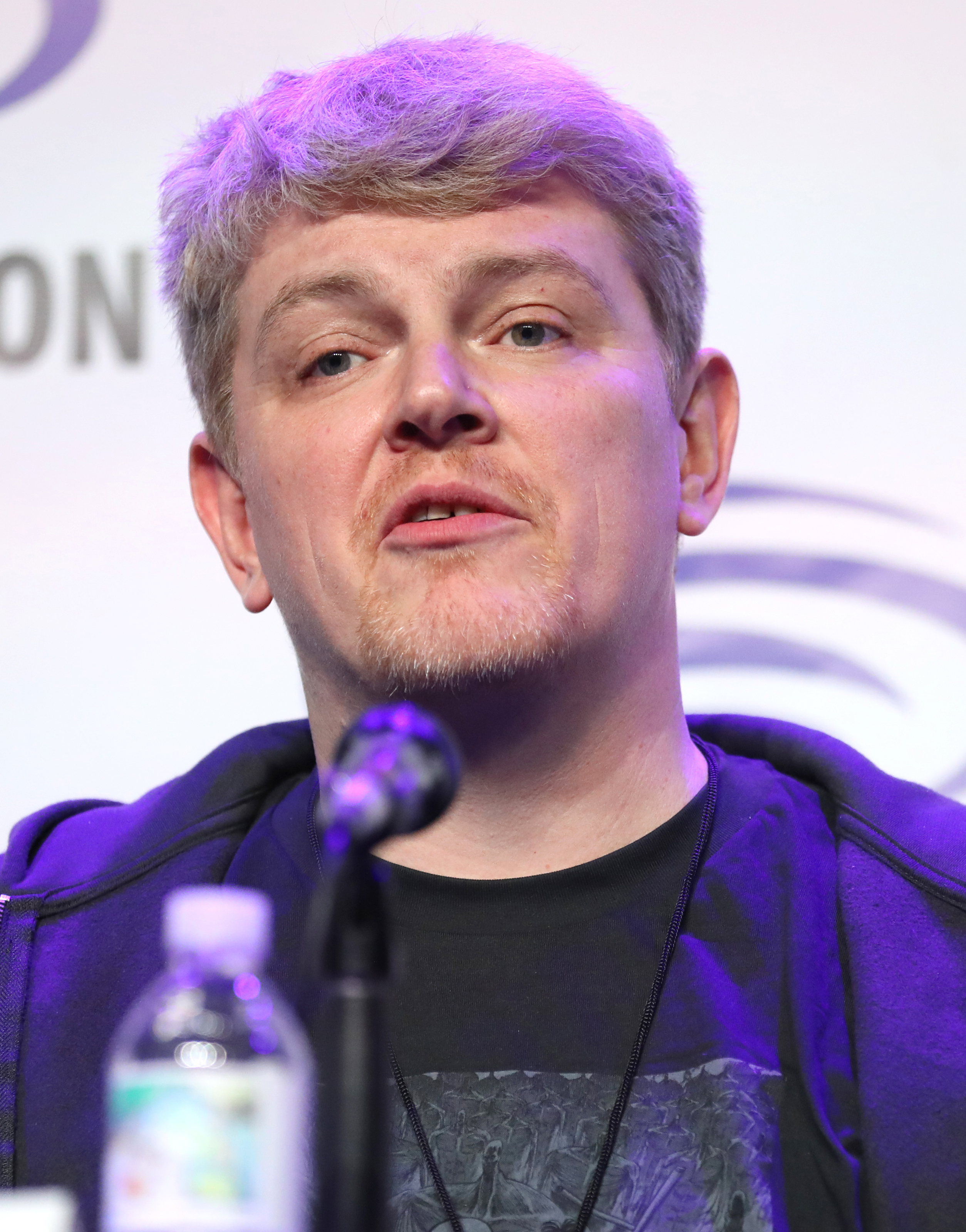
Moritz Mohr (* 1981)

- Mohr, Muriel (* 2006), deutsche Freestyle-Skierin
- Mohr, Nicolas (* 1996), österreichischer Fußballspieler
- Mohr, Nikolai (* 1987), deutscher Stuntman und Schauspieler
- Mohr, Oliver (* 1992), österreichischer Fußballspieler
- Mohr, Øssur (* 1961), färöischer Maler
- Mohr, Otto (1908–1981), deutscher Elektroingenieur und Hochschullehrer
- Mohr, Otto Carl (1883–1970), dänischer Jurist und Diplomat
- Mohr, Otto Lous (1886–1967), norwegischer Genetik und Forschungspolitiker
- Mohr, Patrick (* 1980), deutscher Modedesigner und Gründer des gleichnamigen Modelabels patrick mohr
- Mohr, Patrik (* 1965), deutscher Fußballspieler
- Mohr, Paul (1851–1939), deutscher Gymnasiallehrer und Altphilologe
- Mohr, Paul (1936–2022), deutscher Politiker (CDU), MdL
- Mohr, Peter (1777–1822), deutscher Schriftsteller und Dichter
- Mohr, Peter (* 1964), deutscher Präsentationstrainer und Autor
- Mohr, Peter Ludwig (1790–1872), Trierer Geschäftsmann und Politiker
- Mohr, Pia (* 2002), deutsche Volleyballspielerin
- Mohr, Pierre (* 2007), österreichischer Fußballspieler
- Mohr, Reinhard (* 1955), deutscher Journalist
- Mohr, Richard (1879–1918), französischer Degenfechter
- Mohr, Robert (1897–1977), deutscher Gestapo-Beamter
- Mohr, Robert (1909–1989), deutscher SS-Obersturmbannführer, Kommandeur des Einsatzkommandos 6 der Einsatzgruppe C
- Mohr, Robert (* 1978), deutscher Rugby-Union-Spieler
- Mohr, Silvio (1882–1965), österreichischer Architekt
- Mohr, Stefan (* 1967), deutscher Schach-Großmeister
- Mohr, Steffen (1942–2018), deutscher Schriftsteller
- Mohr, Stephanie (* 1972), österreichische Theaterregisseurin
- Mohr, Theodor von (1794–1854), Schweizer Historiker, Rechtsanwalt und Politiker
- Mohr, Thomas (* 1961), deutscher Opern- und Konzertsänger und Gesangsprofessor
- Mohr, Tillmann (* 1940), deutscher Meteorologe
- Mohr, Tobias (* 1995), deutscher Fußballspieler
- Mohr, Tove (1891–1981), norwegische Gynäkologin und Frauenrechtlerin
- Mohr, Trude (1902–1989), deutsche Jugendführerin und BDM-Reichsreferentin
- Mohr, Ulrike (* 1970), deutsche Malerin
- Mohr, Victor (1925–2016), deutscher Jurist, Generalsekretär des Raphaelswerkes
- Mohr, Vinzenz (1475–1525), deutscher Benediktiner und Abt
- Mohr, Werner (1903–1972), deutscher Jurist und Politiker (NSDAP)
- Mohr, Werner (1910–1993), deutscher Tropenmediziner und Hochschullehrer
- Mohr, Wilhelm (1838–1888), deutscher Journalist
- Mohr, Wilhelm (1882–1948), deutscher Architekt und Innenarchitekt
- Mohr, Wilhelm (1885–1969), deutscher Politiker (CDU), MdL
- Mohr, Wilhelm (1904–1989), deutscher Komponist
- Mohr, Wilhelm (1912–2000), deutscher Schriftsetzer und niederdeutscher Autor
- Mohr, Wolfgang (1907–1991), deutscher Mediävist und Hochschullehrer
- Mohr, Wolfgang (* 1952), deutscher Stabhochspringer
- Mohr-Lüllmann, Rita (* 1957), deutsche Politikerin (CDU), MdBB

#### Mohrb
- Mohrbotter, Wilhelm (1875–1943), deutscher Politiker
- Mohrbutter, Alfred (1867–1916), deutscher Maler und Kunstgewerbler
- Mohrbutter, Jürgen (* 1924), deutscher Produktionsassistent, Aufnahmeleiter und Produktionsleiter beim heimischen Film
- Mohrbutter, Ulrich (1889–1971), deutscher Filmproduzent (Produktions- und Herstellungsleiter sowie Herstellungsgruppenleiter)

#### Mohrd
- Möhrdel, Heinz (* 1945), deutscher Gebrauchsgrafiker
- Mohrdieck, Peter (* 1958), deutscher Schauspieler und Kunstmaler
- Mohrdieck, Stefan (* 1967), deutscher Verwaltungsbeamter und Politiker (parteilos)

#### Mohre
- Mohren, Carsten (1962–2017), deutscher Rockmusiker
- Möhren, Frankwalt (* 1942), deutscher Romanist, Sprachwissenschaftler und Hochschullehrer
- Möhren, Jean (1876–1954), deutscher Landschafts- und Vedutenmaler
- Mohren, Markus (* 1961), deutscher Fußballspieler
- Mohren, Wilfried (* 1958), deutscher Sportreporter
- Mohrenberg, Alexander (* 1995), deutscher Politiker (SPD), MdHB
- Mohrenheim, Arthur von (1824–1906), russischer Diplomat
- Mohrenhelm, Anton Christian Mohr von (1604–1679), deutscher Politiker der Reichsstadt Frankfurt
- Mohrenschild, Hermann von (1860–1928), deutsch-baltischer Majoratsherr und Politiker
- Mohrenschildt, Udo von (1908–1984), deutscher Journalist
- Mohrenschildt, Walter von (1910–1934), deutscher SA-Führer
- Mohrenwitz, Lothar (1886–1960), deutscher Literaturagent
- Möhres, Franz Peter (1912–1989), deutscher Zoologe und Hochschullehrer

#### Mohrh
- Mohrhagen, Bernhard (1814–1877), deutscher Bildnis-, Genre- und Landschaftsmaler
- Mohrhardt, Peter († 1685), norddeutscher Komponist und Organist
- Mohrheim, Friedrich Christian (1719–1780), deutscher Komponist
- Mohrhof, Siegfried (1925–2013), deutscher Lehrer, Fernsehjournalist und ARD-Koordinator für Familienprogramme
- Mohrhoff, Heinrich Adolf (1825–1908), deutscher Kaufmann, Gründer und erster Vorsitzender der Concordia
- Mohrhoff, Robert (1918–2014), deutscher Staatssekretär

#### Mohri
- Möhrig-Marothi, Wolfgang (* 1947), deutscher Schriftsteller und Herausgeber
- Möhring, Anke (* 1969), deutsche Schwimmerin
- Möhring, Bruno (1863–1929), deutscher ArchitektBruno Möhring (1863–1929)

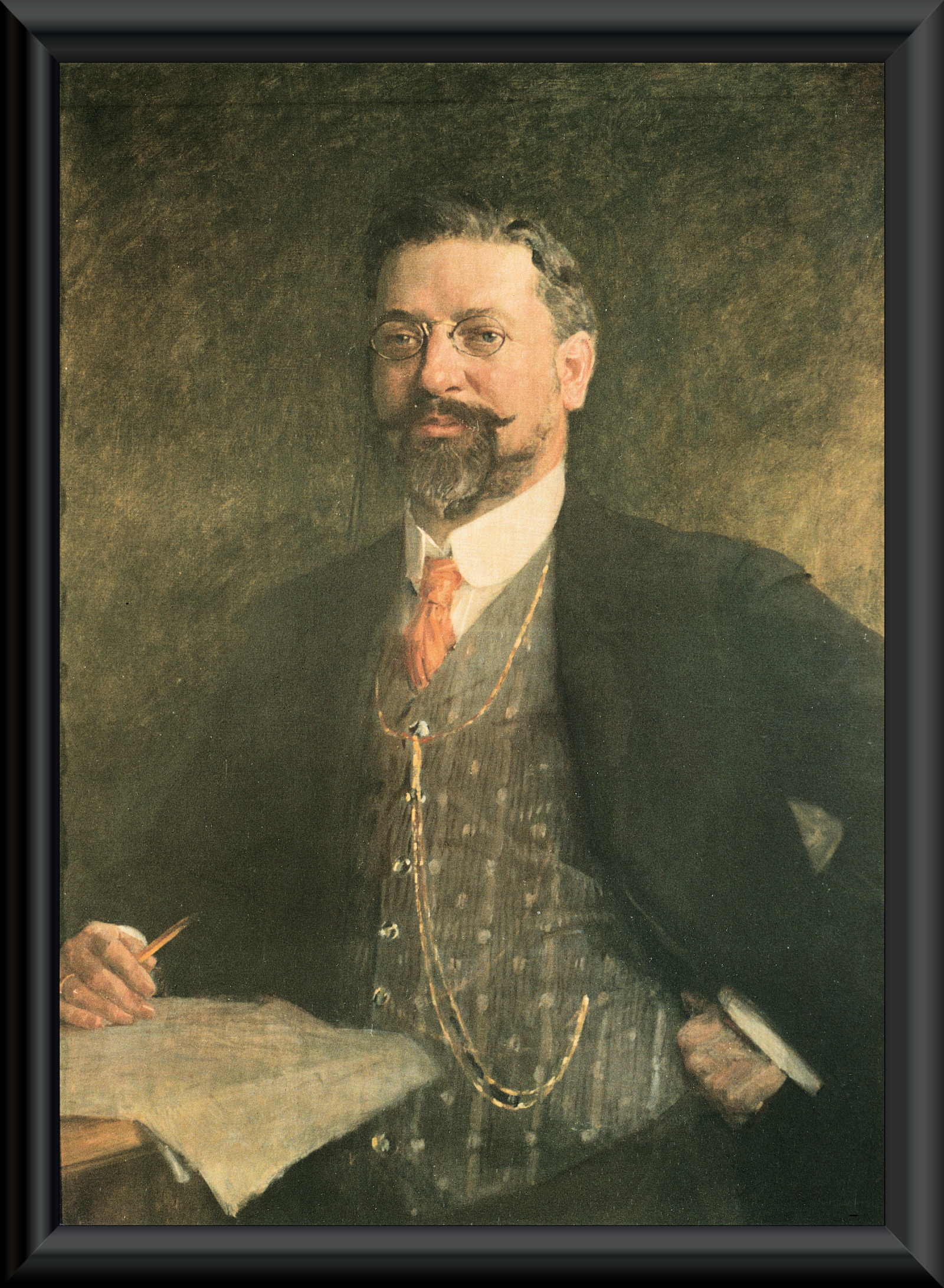
Bruno Möhring (1863–1929)

- Möhring, Charlotte (1887–1970), deutsche Flugpionierin
- Möhring, Christian (1695–1773), preußischer Generalmajor und Chef des Husarenregiments Nr. 3
- Möhring, Cornelia (* 1960), deutsche Politikerin (Die Linke), MdBCornelia Möhring (* 1960)

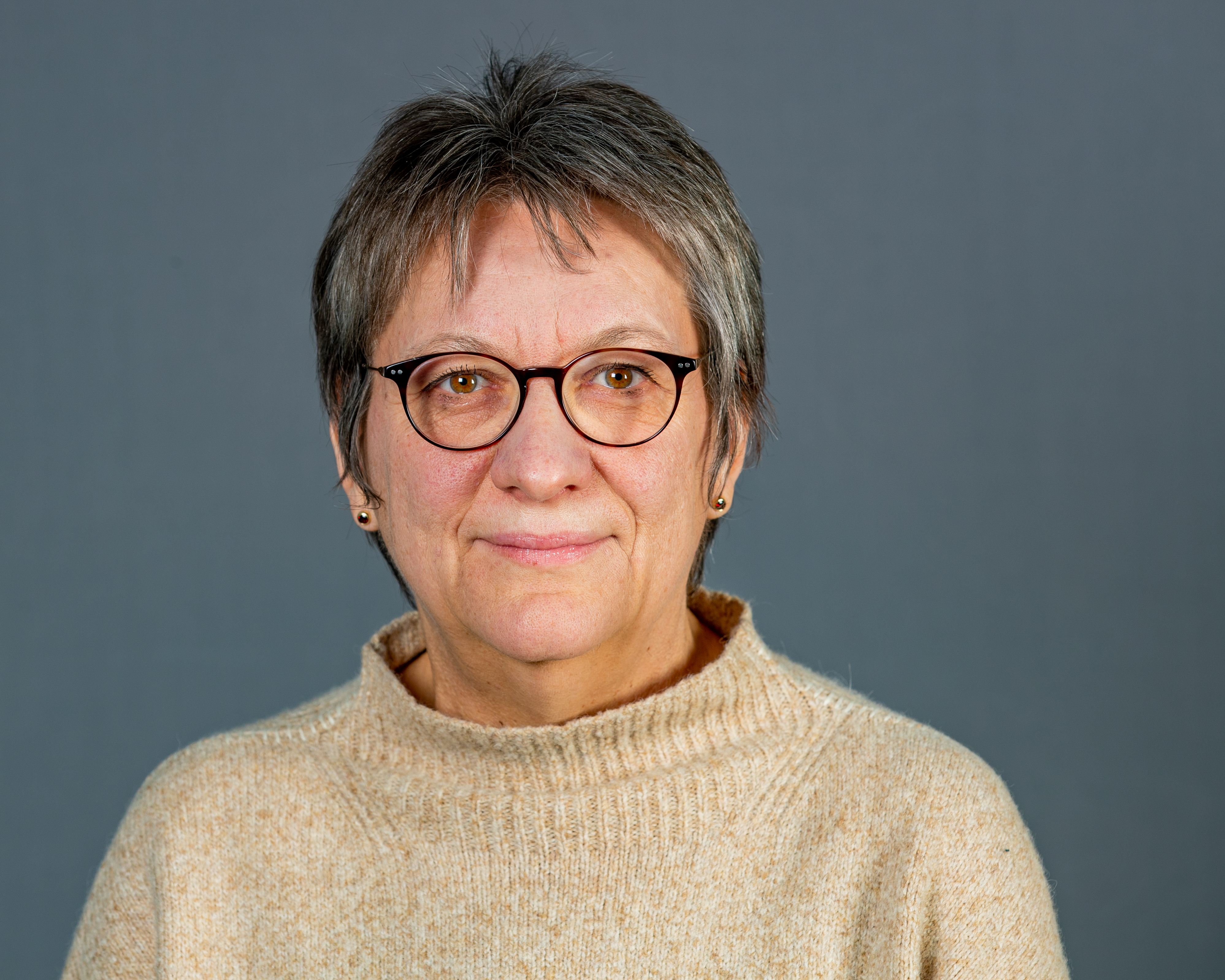
Cornelia Möhring (* 1960)

- Möhring, Dieter (1909–1981), deutscher Unternehmer
- Möhring, Dieter (* 1931), deutscher Leichtathlet
- Möhring, Ferdinand (1815–1887), deutscher Komponist, Lieddichter, Dirigent und Organist
- Möhring, Friedrich (1888–1959), deutscher SA-Führer
- Möhring, Friedrich Wilhelm (1797–1875), deutscher Jurist und Parlamentarier
- Möhring, Günther (1936–2006), deutscher Schach- und Go-Spieler
- Möhring, Hannes (* 1949), deutscher Mediävist und Orientalist
- Möhring, Hans-Dieter (* 1943), deutscher Brigadegeneral
- Möhring, Hans-Ulrich (* 1953), deutscher Schriftsteller und Übersetzer
- Möhring, Heiko (1940–2004), deutscher Bundeswehroffizier
- Möhring, Helmuth (1922–2006), deutscher Offizier und Politiker (SPD), MdB
- Mohring, Herbert (1928–2012), US-amerikanischer Wirtschaftswissenschaftler und Verkehrswissenschaftler
- Möhring, Hermann (1900–1986), deutscher Politiker (SPD, SED), politisch Verfolgter
- Möhring, Johann Gottlieb (1735–1820), deutscher Offizier, Kartograph und Freimaurer
- Möhring, Johann Ludwig (1760–1835), großherzoglich, oldenburgischer Geheimer Hofrat in Jever, Mitbegründer der Feuerversicherung Jever
- Möhring, Kerstin (* 1965), deutsche Lehrerin und Lokalhistorikerin
- Möhring, Kurt (1900–1944), deutscher Offizier, zuletzt Generalleutnant im Zweiten Weltkrieg
- Möhring, Maren (* 1970), deutsche Historikerin
- Möhring, Max († 1934), deutscher Komponist und Musikpädagoge
- Mohring, Mike (* 1971), deutscher Politiker (CDU), MdL
- Mohring, Ottmar (1935–2015), deutscher Bildhauer
- Möhring, Paul (1890–1976), deutscher Redakteur, Bühnenautor und Theaterhistoriker
- Möhring, Paul Heinrich Gerhard (1710–1792), deutscher Arzt, Botaniker und Ornithologe
- Möhring, Philipp (1900–1975), deutscher Rechtsanwalt
- Möhring, Praxedis (* 1959), deutsche Juristin, Richterin am Bundesgerichtshof
- Möhring, Rubina (1950–2022), österreichische Fernsehjournalistin und Publizistin
- Möhring, Sönke (* 1972), deutscher Schauspieler und HörspielsprecherSönke Möhring (* 1972)

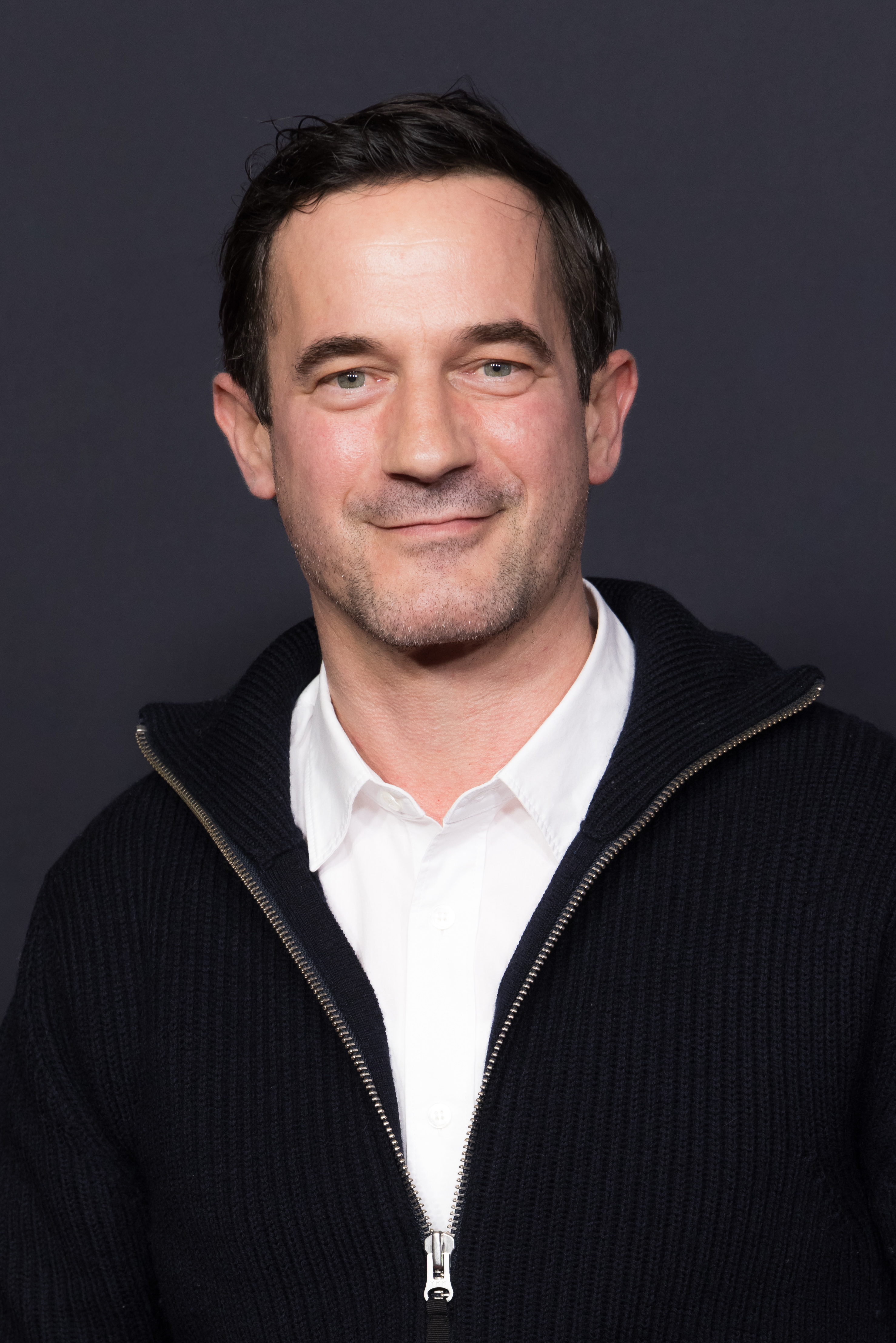
Sönke Möhring (* 1972)

- Möhring, Walter († 1933), deutscher Zeichenlehrer
- Möhring, Walter (1900–1964), deutscher NSDAP-Funktionär, Landrat des Kreises Soest (1937–1945)
- Möhring, Wiebke (* 1970), deutsche Kommunikationswissenschaftlerin und Hochschullehrerin
- Möhring, Wotan Wilke (* 1967), deutscher Schauspieler und MusikerWotan Wilke Möhring (* 1967)

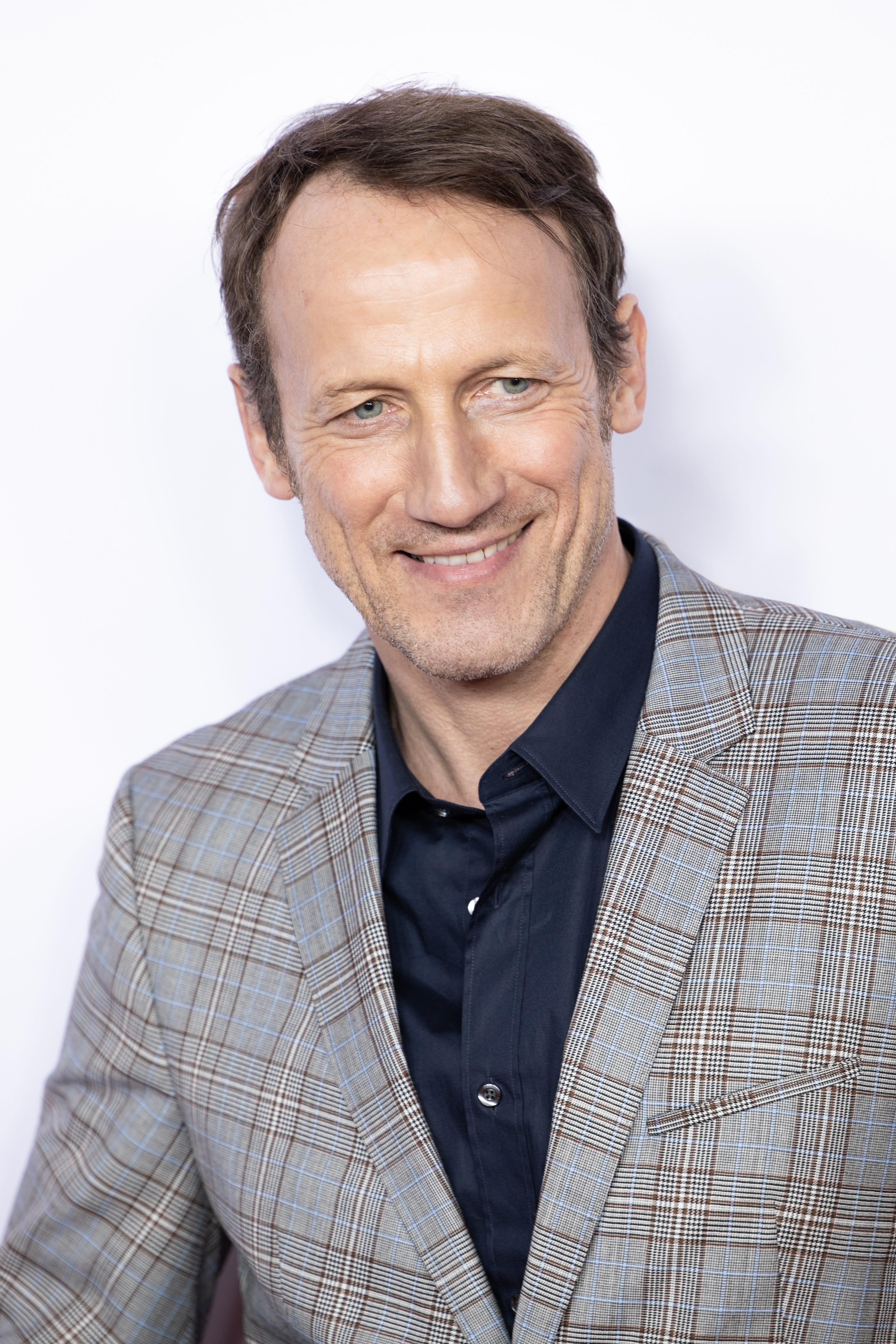
Wotan Wilke Möhring (* 1967)

- Möhring-Hesse, Matthias (* 1961), deutscher römisch-katholischer Theologe

#### Mohrk
- Möhrke, Fabian (* 1980), deutscher Filmregisseur und Drehbuchautor

#### Mohrl
- Möhrle, Alfred (* 1939), deutscher Orthopäde und ärztlicher Standespolitiker
- Möhrle, Friedhelm (* 1934), deutscher Jurist und Politiker (SPD)
- Möhrle, Johannes (* 1931), deutscher Architekt, Baubeamter und Hochschullehrer
- Möhrle, Peter (1932–2020), deutscher Unternehmer
- Möhrle, Uwe (* 1979), deutscher Fußballspieler
- Möhrlen, Christoph (1800–1871), Lehrer, Pfarrer und Schriftsteller
- Möhrlin, Emil (1883–1952), baden-württembergischer Unternehmer und Politiker
- Mohrlok, Dieter (1938–2010), deutscher Schachspieler

#### Mohrm
- Mohrmann, Anton (1897–1987), deutscher Diplomat
- Mohrmann, Auguste (1891–1967), deutsche Kinderpädagogin und Leiterin der Diakoniegemeinschaft in der Zeit des Nationalsozialismus
- Mohrmann, Christine (1903–1988), niederländische Philologin und Hochschullehrerin
- Möhrmann, Dieter (* 1948), deutscher Politiker (SPD), MdL
- Mohrmann, Karl (1857–1927), deutscher Architekt und Hochschullehrer
- Mohrmann, Marco (* 1973), deutscher Politiker (CDU), MdL
- Mohrmann, Otto (1901–1993), deutscher Redakteur und Politiker (SPD), MdL Bayern
- Möhrmann, Renate (* 1934), deutsche Theater-, Film- und Fernsehwissenschaftlerin Und Politikerin (CDU), MdL
- Mohrmann, Ruth (1945–2015), deutsche Volkskundlerin
- Mohrmann, Ute (* 1938), deutsche Ethnologin und Hochschullehrerin
- Mohrmann, Wilhelm (1815–1891), Reichsoberhandelsgerichtsrat und hessischer Landtagsabgeordneter
- Mohrmann, Wolf-Dieter (1942–1991), deutscher Historiker und Archivdirektor

#### Mohrs
- Mohrs, Falko (* 1984), deutscher Politiker (SPD)Falko Mohrs (* 1984)

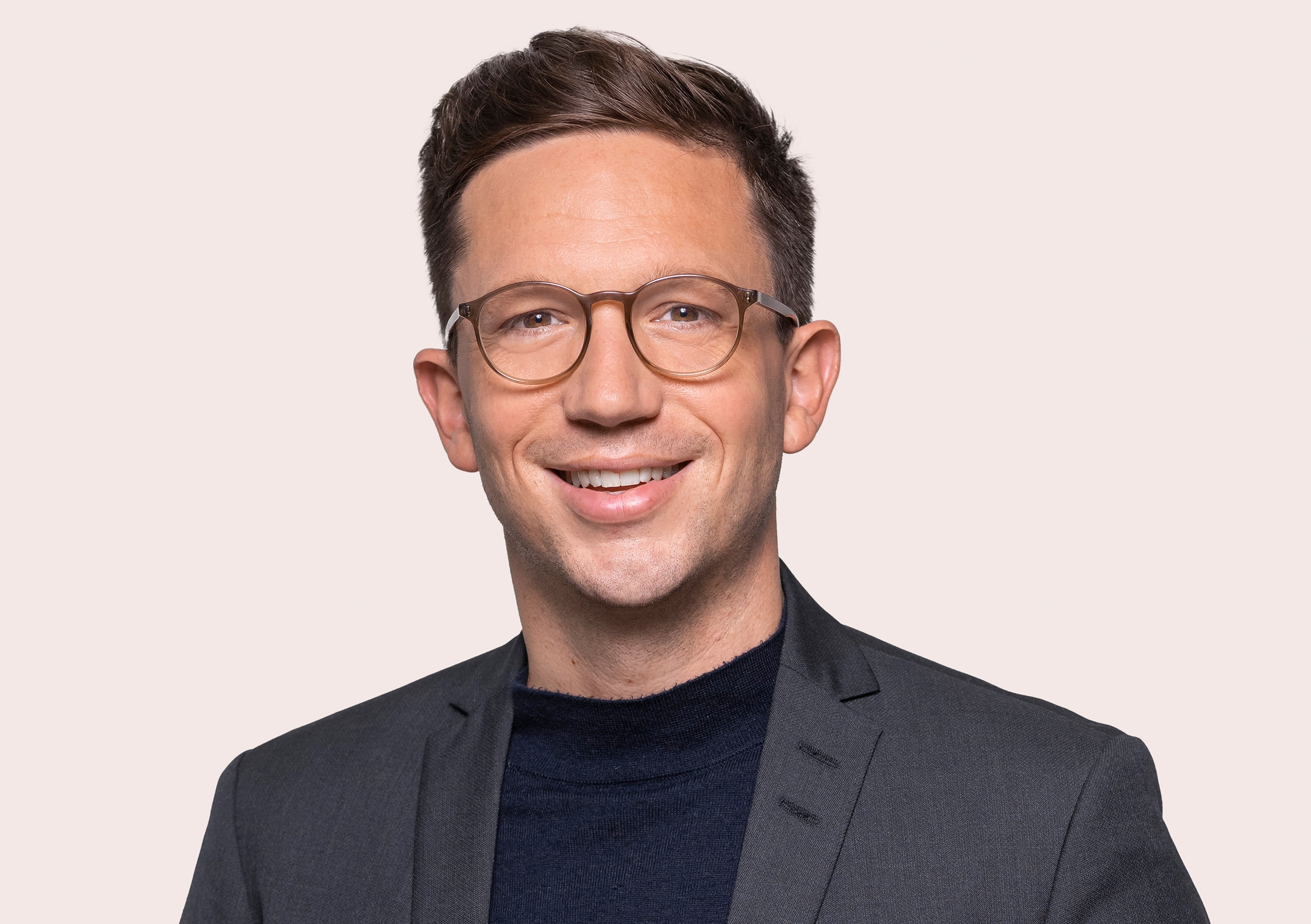
Falko Mohrs (* 1984)

- Mohrs, Klaus (* 1952), deutscher Politiker (SPD)
- Mohrs, Thomas (* 1961), deutscher Philosoph
- Möhrstedt, Udo (* 1940), deutscher Physiker und Unternehmer

#### Mohrt
- Mohrt, Michel (1914–2011), französischer Schriftsteller und Mitglied der Académie française

### Mohs
- Mohs, Albin (1867–1925), deutscher Gewerkschafter
- Mohs, Erik (* 1986), deutscher Radrennfahrer
- Mohs, Friedrich (1773–1839), deutsch-österreichischer MineralogeFriedrich Mohs (1773–1839)

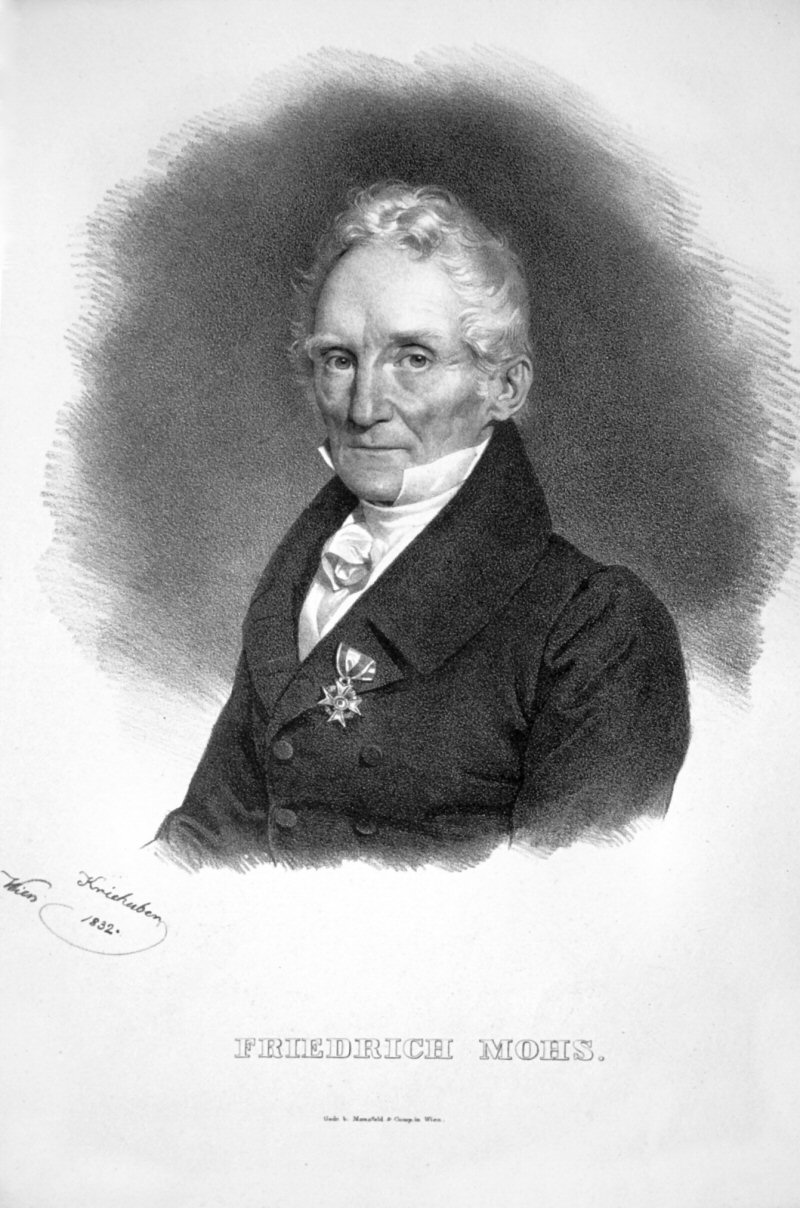
Friedrich Mohs (1773–1839)

- Mohsen, Marwan (* 1989), ägyptischer Fußballspieler
- Mohsen, Salah (* 1998), ägyptischer Fußballspieler
- Mohseni, Anoushiravan (* 1976), iranisch-österreichischer Schauspieler, Musiker und Kampfsportler
- Mohseni, Muhammad Asif (1935–2019), afghanischer schiitischer Gelehrter
- Mohseni, Saad (* 1966), afghanisch-australischer Unternehmer
- Mohseni-Esche'i, Gholamhossein (* 1956), iranischer Politiker, islamischer Geistlicher
- Mohsin, Adel (* 1994), deutscher Pianist
- Mohsin, Moni (* 1963), pakistanische Schriftstellerin
- Mohssen, Khaled (* 1998), libanesisch-deutscher Fußballspieler

### Moht
- Mohtaschami, Ali Akbar (1947–2021), iranisch-schiitischer Kleriker
- Mohte, Johann Georg (1690–1765), Instrumentenbauer

### Mohu
- Mohun, John de, 2. Baron Mohun (1320–1376), englischer Adliger und Militär
- Mohun, William de, 1. Earl of Somerset, anglonormannischer Adliger

### Mohw
- Möhwald, Gertraud (1929–2002), deutsche Keramikerin und Bildhauerin
- Möhwald, Helmuth (1946–2018), deutscher Physiker
- Möhwald, Kevin (* 1993), deutscher FußballspielerKevin Möhwald (* 1993)

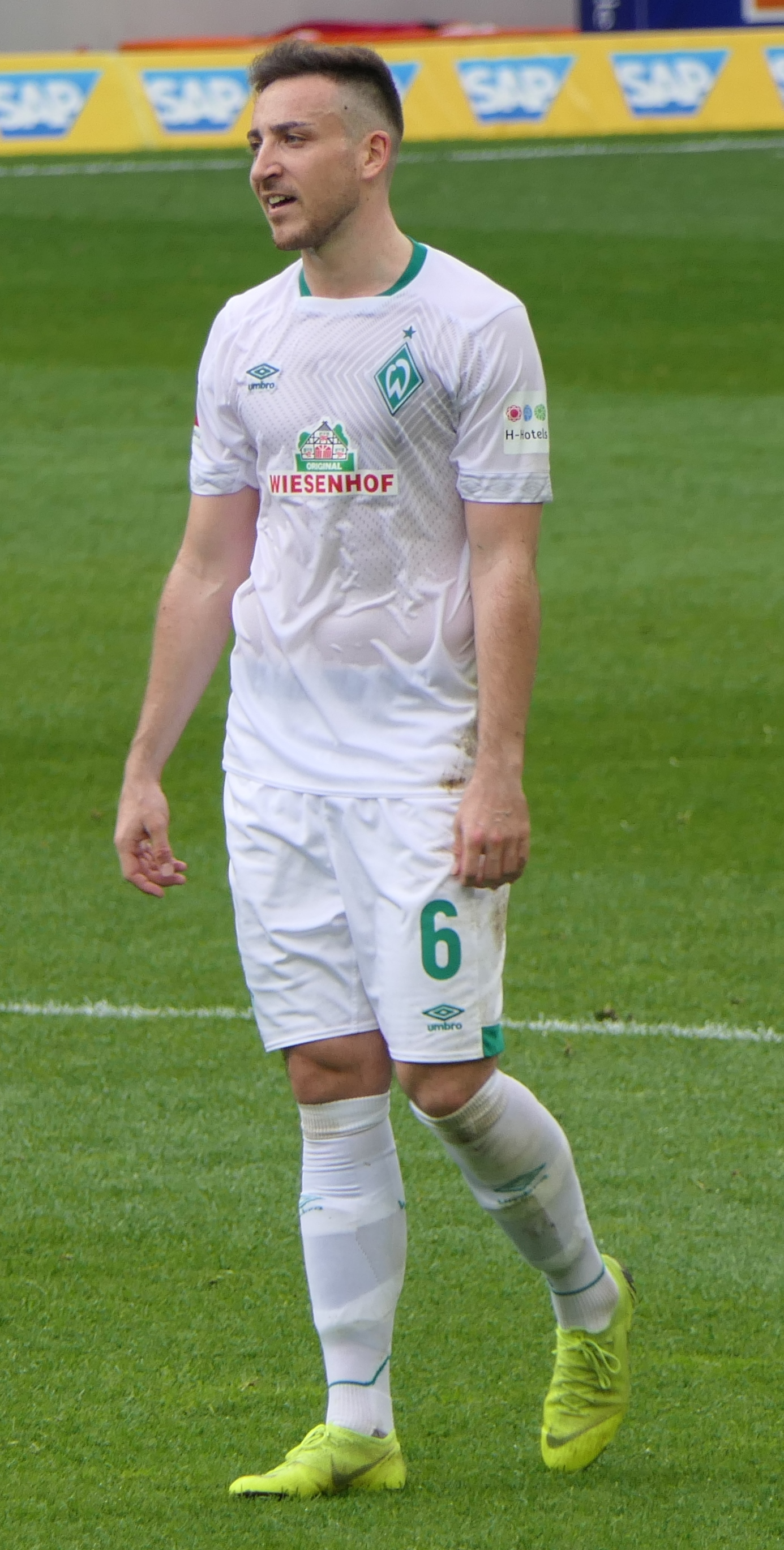
Kevin Möhwald (* 1993)

- Möhwald, Otto (1933–2016), deutscher Maler und Grafiker
- Möhwald, Willy (1908–1975), tschechoslowakischer Skispringer
- Mohwinkel, Hans (1862–1922), deutscher Opernsänger (Bariton) und Gesangspädagoge
- Mohwinkel, Theo (* 2002), deutscher Volleyballspieler

### Mohy
- Mohy, Pascal (* 1980), belgischer Jazzpianist
- Mohyeddin, Zia (1931–2023), pakistanisch-britischer Schauspieler und Produzent
- Mohyla, Petro (1596–1647), russisch-ukrainischer orthodoxer Priester, Metropolit von Kiew, Galizien und dem ganzen Russland
- Mohylenko, Walerij (* 1987), ukrainischer Biathlet
- Mohylenko, Witalij (* 1965), ukrainischer Biathlet
- Mohylewskyj, Jewhen (1945–2023), ukrainischer klassischer Pianist und Klavierpädagoge
- Mohyljanska, Ladja (1899–1937), ukrainische Dichterin
- Mohylnyzkyj, Iwan (1778–1831), griechisch-katholischer Geistlicher und Sprachwissenschaftler